# Adriano
Cesare Traiano Adriano Augusto, nato Publio Elio Adriano (in latino Caesar Traianus Hadrianus Augustus; Italica, 24 gennaio 76 – Baia, 10 luglio 138), è stato un imperatore romano, il terzo della dinastia degli imperatori adottivi; regnò dal 117 fino alla sua morte.
Successore di Traiano, fu uno dei "buoni imperatori" secondo lo storico Edward Gibbon. Colto e appassionato ammiratore della cultura greca, viaggiò per tutto l'impero e valorizzò le province. Fu attento a migliorare le condizioni dei militari. In Britannia fece costruire un vallo fortificato, il Vallo di Adriano. Inaugurò una nuova strategia militare per l'impero: all'espansione e alla conquista preferì il consolidamento dei confini e la loro difesa. Mantenne le conquiste di Traiano, a parte la Mesopotamia che assegnò a un sovrano vassallo. Il suo governo fu caratterizzato da tolleranza, efficienza e splendore delle arti e della filosofia. Grazie alle ricchezze provenienti dalle conquiste, Adriano ordinò l'edificazione di molti edifici pubblici in Italia e nelle province, come terme, teatri, anfiteatri, strade e porti. Nella villa che fece costruire a Tivoli riprodusse i monumenti greci che amava di più e trasformò la sua dimora in museo. L'imperatore lasciò un segno indelebile anche a Roma, con l'edificazione del Mausoleo, la Mole Adriana, e con la ricostruzione del Pantheon, distrutto da un incendio.

## Biografia
(Historia Augusta)

### Origini familiari
Sulla nascita di Adriano le fonti non concordano: alcune (come Elio Sparziano) sostengono che nacque a Roma, dove il padre stava svolgendo importanti funzioni pubbliche; ma la maggior parte degli autori afferma che Adriano nacque a Italica, a 7 km da Siviglia, in Hispania Baetica, municipio fondato da italici ai tempi di Publio Cornelio Scipione l'Africano. La sua famiglia era originaria della città di Hatria, l'attuale Atri. Il padre, Publio Elio Adriano Afro, era imparentato con Traiano. La madre, Domizia Paolina, era originaria di Cadice. Adriano aveva una sorella maggiore (Elia Domizia Paolina), una nipote (Giulia Serviana Paolina) e un pronipote (Gneo Pedanio Fusco Salinatore). I suoi genitori morirono nell'85/86, quando Adriano aveva solo nove anni. Grazie al Corpus Inscriptionum Latinarum, sappiamo che Adriano ebbe una nutrice di nome Germana, una schiava di origini germaniche successivamente liberata che gli sopravvisse arrivando a morire a ottant'anni.

### Giovinezza
Traiano, che non aveva avuto figli, divenne di fatto il tutore del giovane dopo la morte dei suoi genitori. Anche la moglie di Traiano, Plotina, lo aiutò notevolmente nel cursus honorum, trattandolo come proprio figlio. Inoltre sembra sia stata lei a spingerlo a sposare Vibia Sabina, anche lei parente di Traiano. Il matrimonio avvicinò ulteriormente il futuro imperatore alle stanze del potere, grazie anche agli ottimi rapporti intrattenuti con la suocera Matidia. Per il resto il matrimonio fu un fallimento. Dopo che l'imperatore Nerva ebbe nominato Traiano suo successore, presentandolo in Senato nel 97, la carriera di Adriano fu notevolmente agevolata.

#### Cariche ottenute
Le cariche accumulate nel cursus honorum del futuro imperatore furono numerosissime. Quando Nerva morì nel 98, Adriano si precipitò a informare personalmente Traiano. Fu anche arconte ad Atene per un breve periodo, e fu eletto ufficialmente come cittadino ateniese. La sua carriera completa prima di diventare imperatore fu la seguente:
- decemviro stlitibus iudicandis
- seviro turmae equitum Romanorum
- praefectus urbi feriarum Latinarum
- tribunus militum con la Legio II Adiutrix piae Fidelis nel 95, in Pannonia inferiore
- tribunus militum con la Legio V Macedonica nel 96, in Mesia inferiore
- tribunus militum con la Legio XXII Primigenia nel 97, in Germania superiore; successivamente trasferito alla Legio I Minervia.
- questore (nel 101)
- ab Actis senatus
- tribunus plebis (nel 105)
- pretore (nel 106)
- Legatus legionis della Legio I Minervia (106, in Germania inferiore)
- Legatus Augusti pro praetore della provincia romana della Pannonia inferiore (107)
- console suffectus (108)
- septemviro epulonum (prima del 112)
- Sodales Augustales (prima del 112)
- arconte ad Atene (tra il 112/13)
- Legatus Augusti pro praetore in Siria (117)[5]

### Ascesa al trono
Al contrario del suo predecessore, Adriano non fu mai adottato ufficialmente, tramite la presentazione in Senato. Su questo punto l'Historia Augusta riporta diverse teorie, una delle quali fa discendere il suo avvento al potere da una presunta nomina di Traiano morente, molto probabilmente una messinscena organizzata da Plotina, che avrebbe orchestrato abilmente l'operazione, d'accordo con il prefetto del pretorio Attiano. La questione, in realtà, appare assai più complessa. Pare difficile che Adriano possa aver preso il ruolo di successore di Traiano per sola intercessione di Plotina e di alcuni suoi collaboratori. Alcuni conii monetali attesterebbero il titolo di Caesar per Adriano già in un periodo compreso tra il 114 e il 117.
Sulla scia di tali dati l'adozione di Adriano apparirebbe meno offuscata da dubbi e una deliberata volontà di Traiano. Adriano, salito al trono, allontanò dai luoghi di potere gran parte del seguito e dell'amministrazione di Traiano, non senza ricorrere a metodi brutali (come nella repressione della congiura dei consolari), compresi i vertici militari. In ogni caso la ratifica da parte dell'esercito, che acclamò il nuovo imperatore, chiuse la questione.

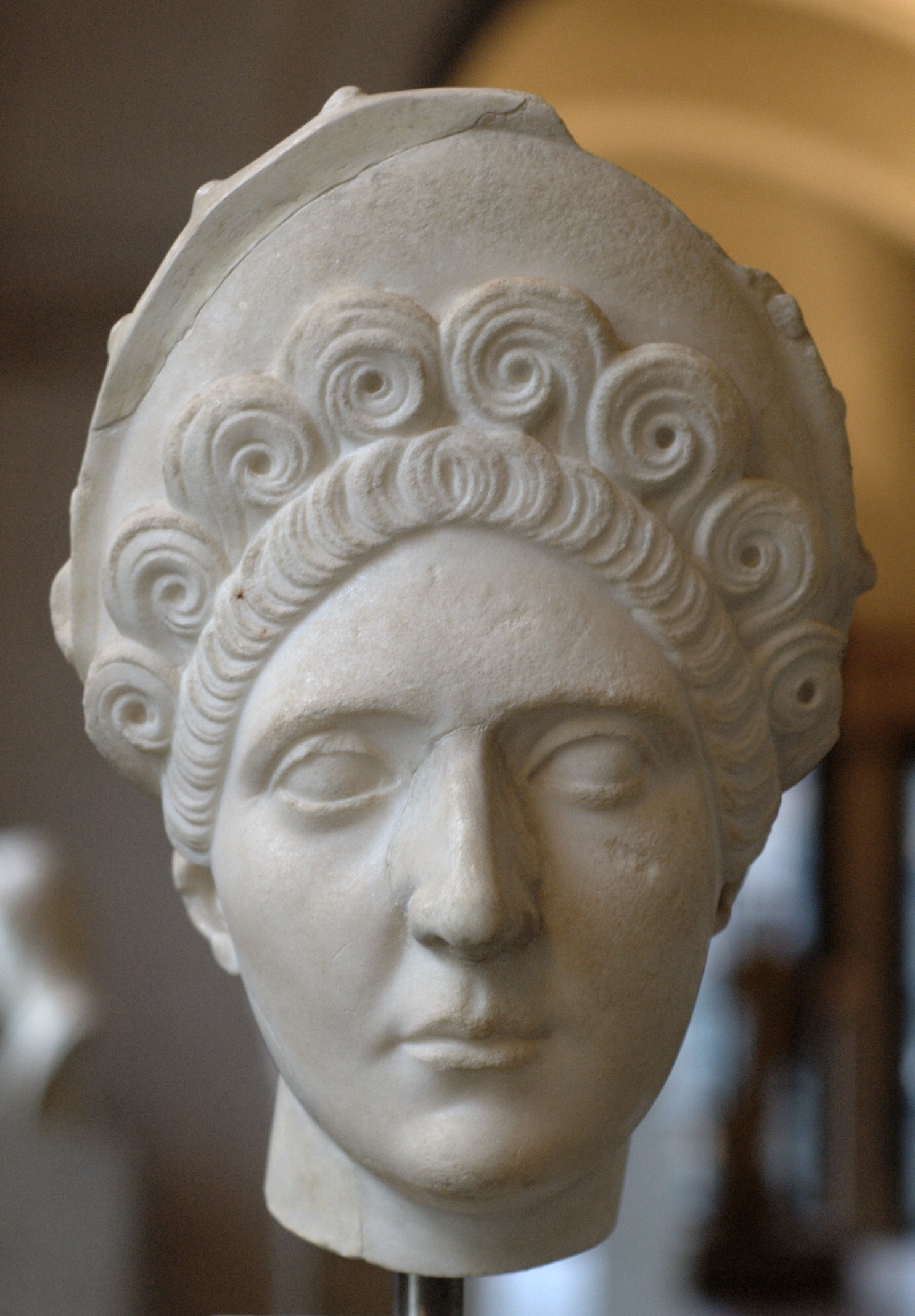
Plotina
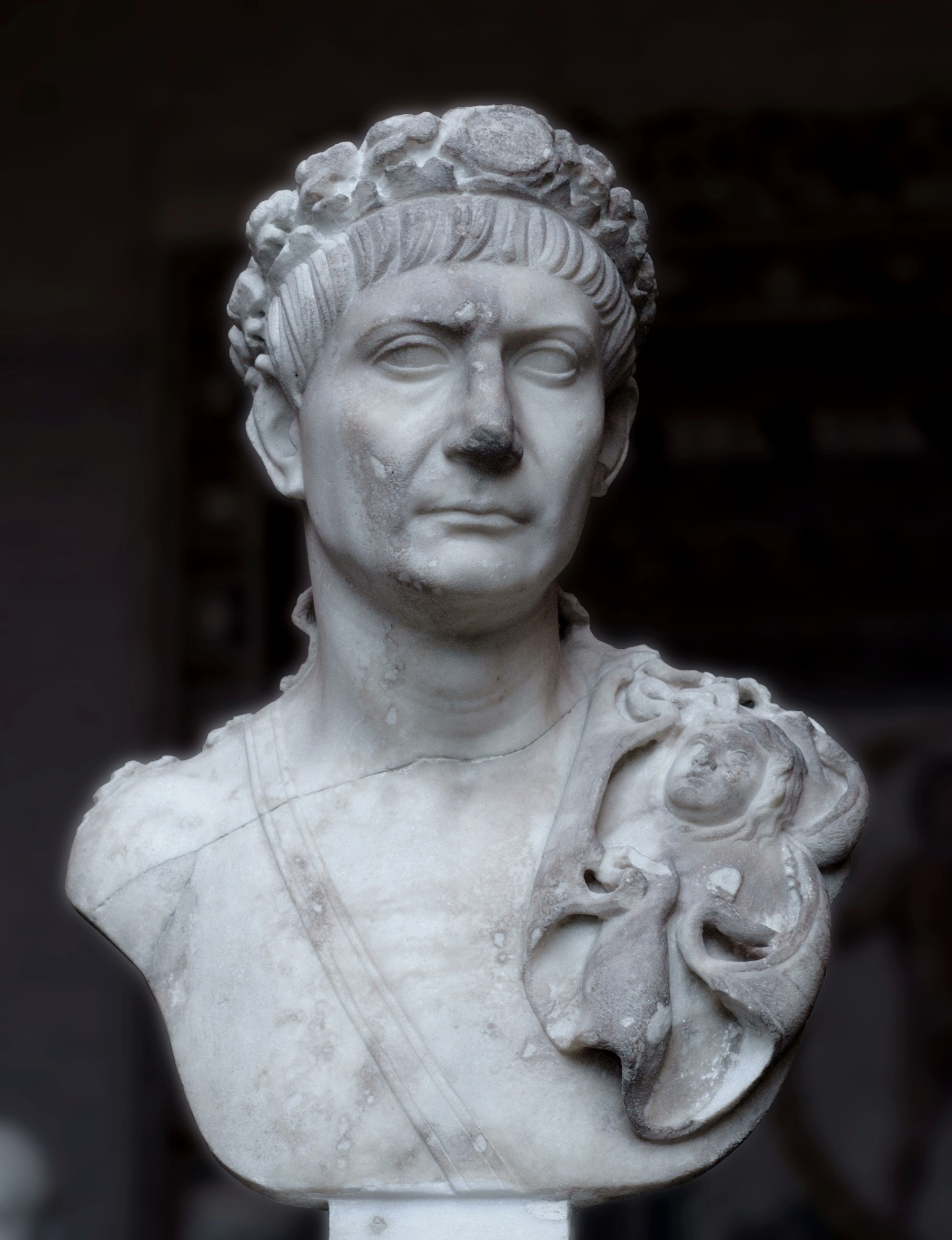
Traiano

### Principato (117-138)
Il Senato ricevuto un messaggio dal neoeletto, nel quale egli riferiva di non essersi potuto sottrarre alla volontà dell'esercito, si allineò a sua volta. Sia i militari sia i senatori trassero notevoli benefici dalla loro acquiescenza: i primi ricevettero il tradizionale donativo in misura più cospicua che in passato e anche i membri del Senato ebbero dei vantaggi. La fulmineità dell'ascesa al potere, accompagnata dall'eliminazione fisica dei principali potenziali dissidenti o concorrenti, portò a un insediamento rapido, seguito da un continuo rafforzamento che durò per tutto il ventennio in cui Adriano rimase al potere. L'opposizione al neo princeps era costituita da generali che, come lo stesso Adriano, avevano seguito Traiano nelle più importanti battaglie di ampliamento territoriale: tra questi Quieto, la cui morte provocò sommosse di ribellione in Mauretania. Adriano fu uno degli imperatori morti per cause naturali e non assassinati in una congiura. Anche la designazione del successore e il suo insediamento, dopo la morte di Adriano, non furono ostacolati.

#### Politica interna

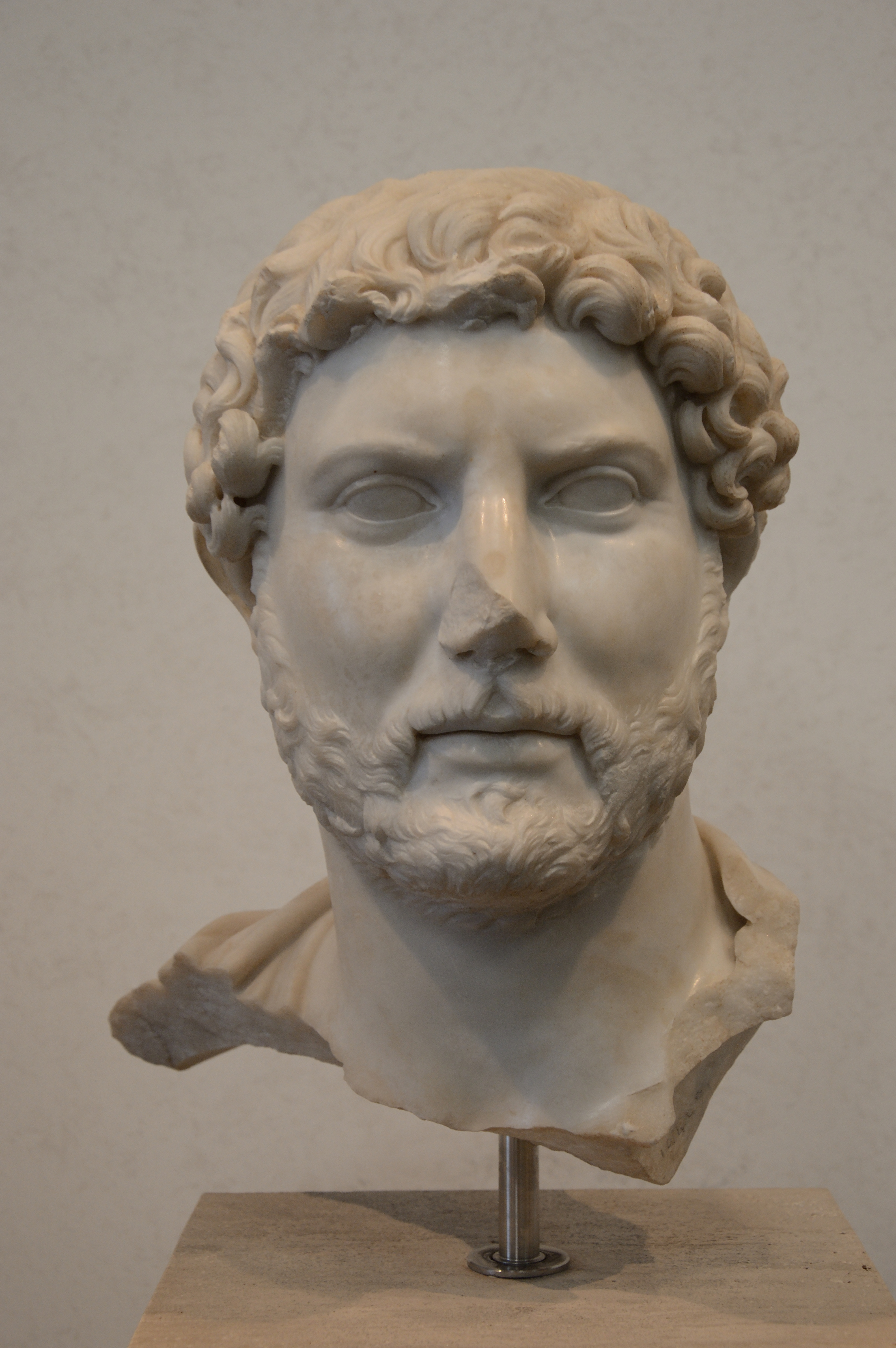
Ritratto di Adriano del Museo delle Terme a Roma, una delle repliche più fresche del ritratto ufficiale dell'imperatore dopo l'ascesa al trono del 117

##### Tolleranza
Un caposaldo della politica adrianea fu l'idea di ampliare, quando possibile, i livelli di tolleranza. Si fece promotore di una riforma legislativa per alleggerire la posizione degli schiavi, i quali si trovavano in situazioni disumane allorché si verificasse un crimine ai danni del dominus. Anche nei confronti dei cristiani mostrò maggiore tolleranza dei suoi predecessori. Ne rimane testimonianza, intorno all'anno 122, in un rescritto indirizzato a Gaio Minucio Fundano, proconsole della provincia d'Asia. In esso l'imperatore, a cui era stato richiesto come comportarsi nei confronti dei cristiani e delle accuse a loro rivolte, rispose di procedere nei loro confronti solo in ordine a notizie circostanziate emergenti da un procedimento giudiziario e non sulla base di accuse generiche.

##### Riforma dell'editto pretorio
Un'altra riforma operata da Adriano fu quella dell'editto pretorio. Questo strumento normativo consisteva in un'esposizione di principi giuridici generali, che il magistrato enunciava al momento dell'insediamento. Con l'andar del tempo, questi principi costituirono un nucleo di norme consolidato (edictum vetus o tralaticium), al quale ogni pretore aggiungeva le fattispecie che intendeva tutelare. Tecnicamente la finalità dell'editto era quella di concedere tutela processuale anche a rapporti non previsti dallo ius civile. Con la riforma adrianea, che l'imperatore affidò al giurista romano Salvio Giuliano negli anni dal 130 al 134, l'editto venne codificato, fu approvato da un senatoconsulto e divenne perpetuo (edictum perpetuum).
Sempre in campo giuridico, Adriano pose fine al sistema ideato da Augusto che, concedendo ad alcuni giuristi lo ius respondendi ex auctoritate principis, aveva consentito che il diritto si espandesse progressivamente attraverso l'opera creatrice di alcuni esperti scelti dall'imperatore stesso. Adriano sostituì al gruppo di giuristi isolati dello schema augusteo un consilium principis, che contribuì alla progressiva istituzionalizzazione di questa figura, togliendole l'indipendenza residuata.

##### Riforma della pubblica amministrazione
Nonostante avesse seguito personalmente più di una campagna militare (la più impegnativa quella dacica al seguito di Traiano), Adriano si dimostrò, oltre che esperto di cose militari, il che era prevedibile, anche un grande riformatore della pubblica amministrazione. Il suo intervento sulle strutture amministrative dell'impero fu profondo e radicale, dimostrando che era parte di un piano globale che l'imperatore andava applicando, a mano a mano, alla struttura dell'esercito, alla difesa dei confini, alla politica estera, alla politica economica. Adriano aveva una sua visione dell'impero e cercava di uniformare le singole parti al suo disegno.
In luogo dei liberti cesarei diede spazio e importanza a nuovi funzionari provenienti dalla classe dei cavalieri. Essi erano preposti alle varie branche amministrative suddivise per materie: finanze, giustizia, patrimonio, contabilità generale e così via. Le carriere furono determinate, così come le retribuzioni, e la pubblica amministrazione divenne più stabile e meno soggetta ai cambiamenti connessi con l'avvicendarsi degli imperatori. Attento amministratore, Adriano pensò anche a tutelare nel migliore dei modi gli interessi dello Stato con l'istituzione dell'advocatus fisci, cioè una sorta di avvocatura dello Stato che si occupasse di difendere in giudizio gli interessi delle finanze pubbliche (fiscus). Va considerato che in epoca tardo-imperiale l'originaria bipartizione tra aerarium (la finanza pubblica di area senatoria) e fiscus (la finanza pubblica di competenza del princeps) era andata scomparendo per l'avvenuta unificazione delle due aree nelle mani dell'imperatore.

##### I viaggi e la visita di tutto l'Impero

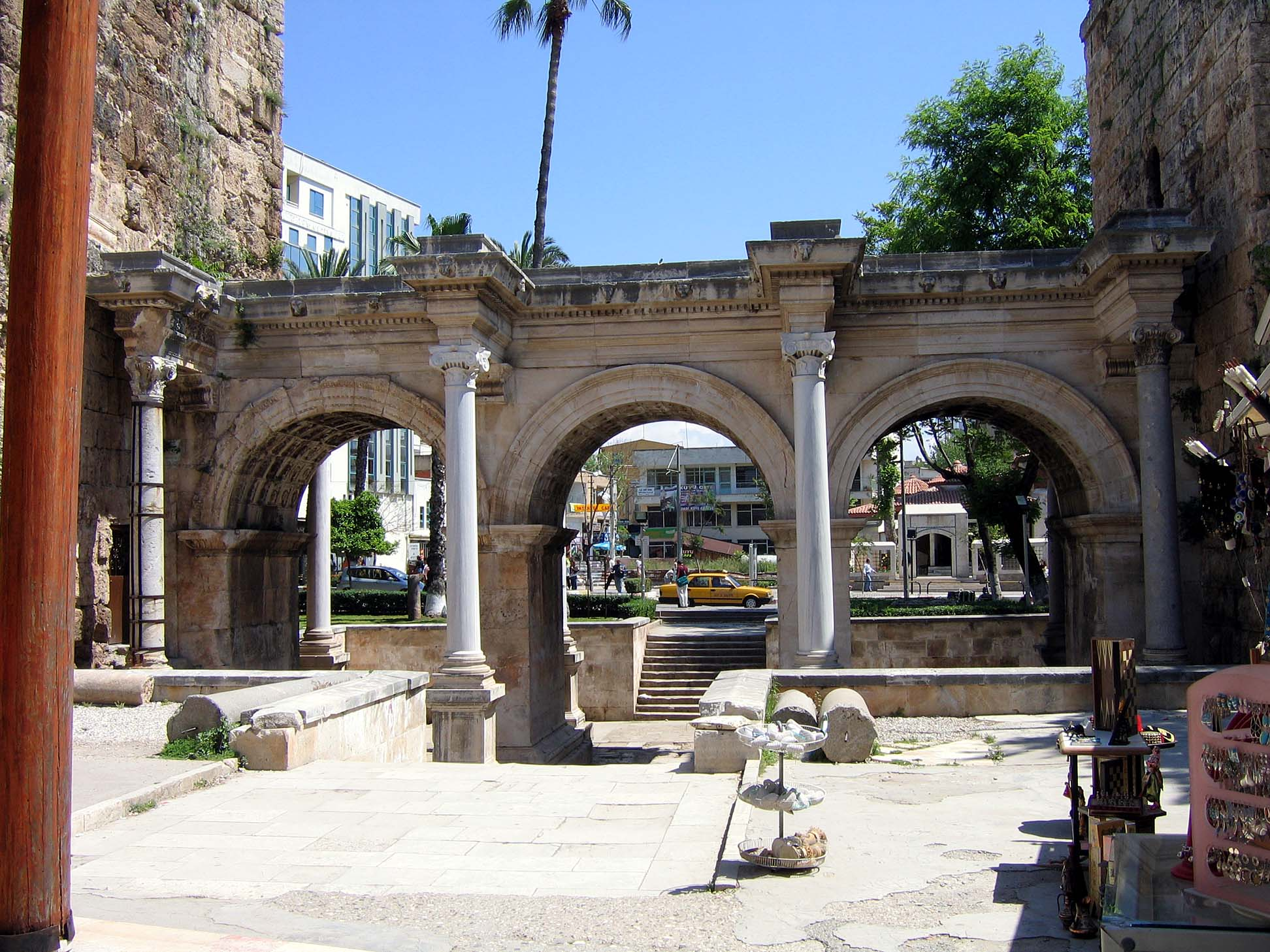
La Porta di Adriano, ad Adalia, Turchia meridionale, costruita per celebrare la visita dell'imperatore avvenuta nel 130

Appena il suo potere fu sufficientemente consolidato, Adriano intraprese una serie di viaggi in tutto l'Impero (Gallia, Germania, Britannia, Spagna, Mauritania), per rendersi conto di persona delle esigenze e prendere i provvedimenti necessari per rendere il sistema difensivo efficiente. Nel 123 iniziò il lungo viaggio d'ispezione delle province orientali che lo impegnò per due anni. Nel 128, ispezionò la provincia d'Africa. Nell'anno seguente si recò di nuovo in Oriente. La sua filosofia risulta evidente dai suoi atti: il ritiro da territori indifendibili, il controllo dei confini basato su difese stanziali, la politica degli accordi con gli Stati cuscinetto che facevano da interposizione fra il territorio dell'impero e quello dei popoli confinanti. Durante il viaggio in Egitto nel 130 d.C., Adriano si recò a visitare i Colossi di Memnone. In età romana molti visitatori, richiamati da uno dei colossi di Memnone per il suo canto al sorgere del sole, erano soliti a lasciare incise sulle gambe della statua le loro osservazioni e le loro dediche. Anche gli accompagnatori di Adriano e dell'imperatrice Sabina fra il 20 e il 21 novembre del 130, lasciarono alcuni testi:

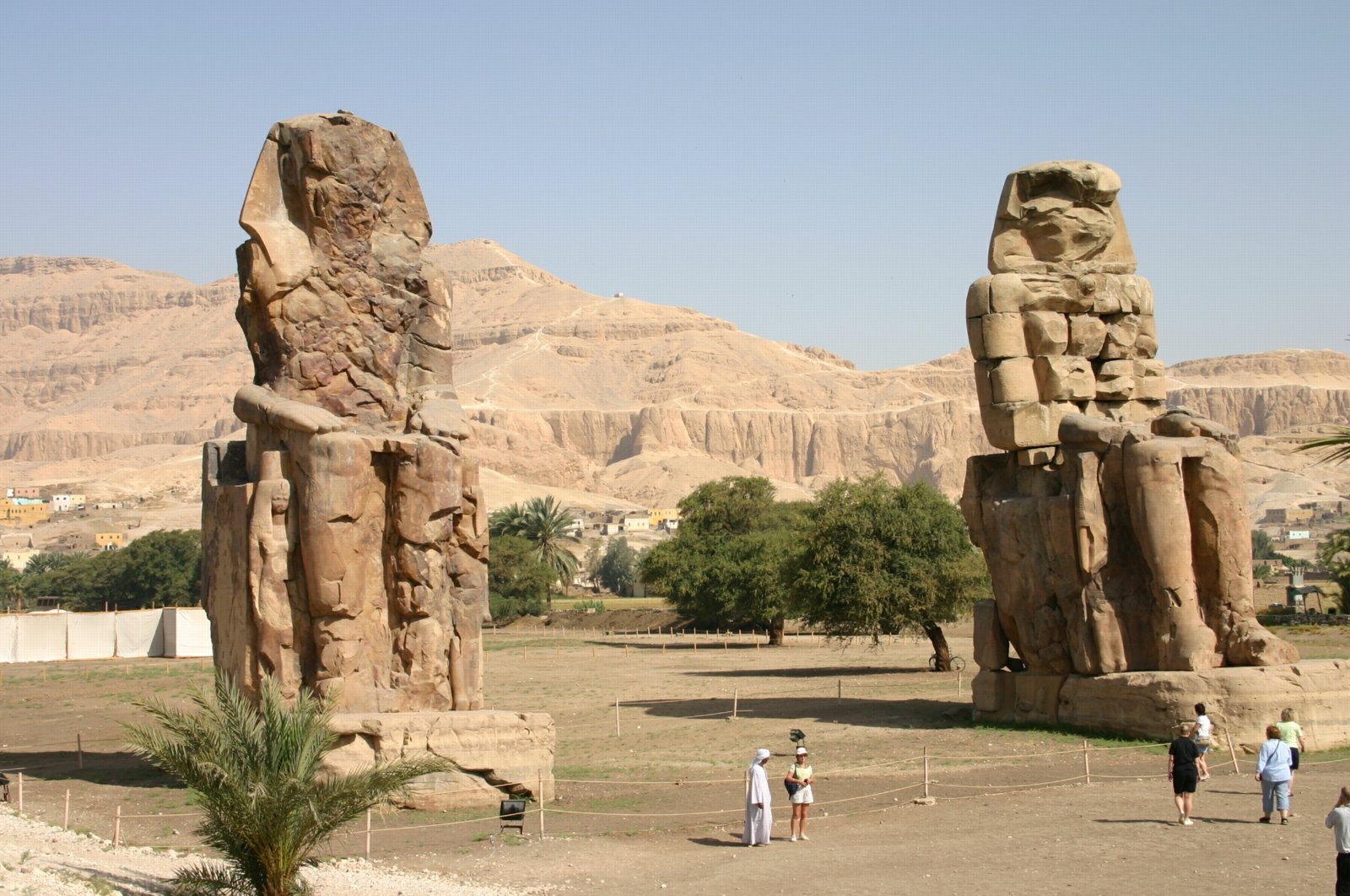
Colossi di Memnone

In questi lunghi viaggi, nei quali praticamente percorse tutto l'impero, non si occupò solo di questioni legate alla difesa dei confini, ma anche di esigenze amministrative, edificazioni di edifici pubblici e, più in generale, di cercare di migliorare lo standard di vita delle province. Al contrario di altri imperatori, che governarono l'impero senza muoversi praticamente mai da Roma, Adriano scelse un metodo di conoscenza diretta, che poté attuare grazie al consolidamento della situazione interna: allontanarsi dalla sede del potere per periodi così prolungati presupponeva una certezza assoluta sulla tenuta del sistema. Un altro elemento era la curiosità propria del suo carattere e la propensione per i viaggi, che lo accompagnò tutta la vita.
Amò la cultura, l'architettura e la scultura greca. Soggiornò molte volte ad Atene e in tutta la Grecia, attratto da quel mondo pieno di meraviglie artistiche, e le popolazioni locali innalzarono in suo onore molte statue.

#### Politica estera

##### Adriano e le campagne militari

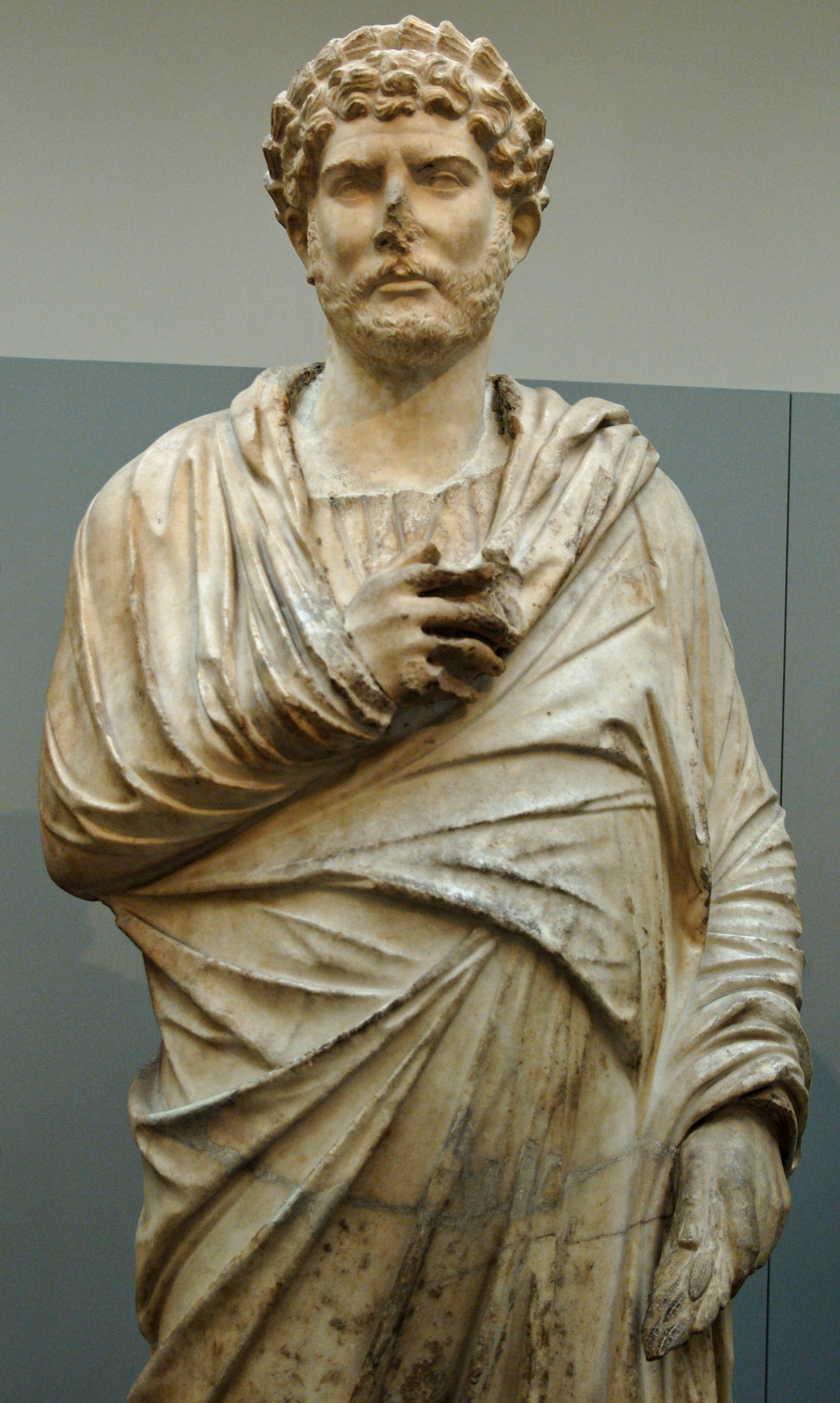
Statua raffigurante l'imperatore Adriano, in veste greca, mentre offre un sacrificio ad Apollo, marmo, 117-125, proveniente dal tempio di Apollo a Cirene, attualmente a Londra, British Museum

Il regno di Adriano fu caratterizzato da una generale pausa nelle operazioni militari. La politica di disimpegno dalle conquiste che erano state condotte con pervicacia e successo da Traiano, inaugurata da Adriano (che aveva posto fine alla guerra partica a prezzo della perdita di Assiria, Mesopotamia e Armenia), suscitò non pochi malumori tra i vecchi vertici militari legati al precedente imperatore, che furono prontamente soffocati. Egli abbandonò le conquiste di Traiano in Mesopotamia, considerandole indifendibili, a causa dell'immane sforzo logistico necessario per far giungere rifornimenti a quelle regioni e alla molto maggiore estensione del confine che sarebbe stato necessario difendere. La politica di Adriano fu tesa a tracciare confini controllabili a costi sostenibili. Le frontiere più turbolente furono rinforzate con opere di fortificazione permanenti, la più famosa delle quali è il possente Vallo di Adriano in Gran Bretagna. Qui Adriano, dopo aver terminato la conquista del Nord dell'isola, fece costruire una lunga fortificazione per arginare i popoli della Caledonia. Anche la frontiera del Danubio fu rinforzata con strutture di varia natura.
Il problema delle strutture difensive era strettamente connesso col territorio e col tipo di difesa che si voleva instaurare. Infatti strutture particolarmente pesanti e durature, oltre a richiedere tempi di realizzazione e costi ingentissimi, mal si adattavano a mutamenti strategici nelle linee difensive. Se un territorio era particolarmente soggetto a incursioni in un determinato periodo, una struttura leggera, formata da fossati, terrapieni e palizzate, poteva fornire una discreta tenuta, dando alle truppe di stanza nelle fortificazioni il tempo di intervenire. Diverso era il caso di incursioni in profondità o di vere e proprie invasioni, che richiedevano strutture molto più resistenti, le quali però, una volta edificate, diventavano definitive e non seguivano le evoluzioni politiche e strategiche del territorio. Molte regioni passavano da situazioni di occupazione vera e propria allo stato di protettorati, i cosiddetti "Stati clienti", il che modificava notevolmente le necessità difensive.
Quando la politica del protettorato si consolidava, si mantenevano in loco le risorse strettamente necessarie, spostando le risorse liberate in zone più calde. Questo sistema, detto delle vexillationes, cioè di distaccamenti prelevati da una legione e comandati altrove, dette ottimi risultati conferendo un'elasticità di manovra notevole. Il sistema dei distaccamenti consentiva anche di non turbare gli equilibri regionali faticosamente raggiunti, perché non si spostava un'intera legione ma singoli reparti. Il che, con il consolidamento di una difesa sempre più stanziale e con i conseguenti legami che s'instauravano tra i legionari e gli abitanti locali, consentiva di mantenere il controllo del territorio, disponendo comunque di una massa di manovra da destinare a operazioni belliche ove fosse stato necessario.

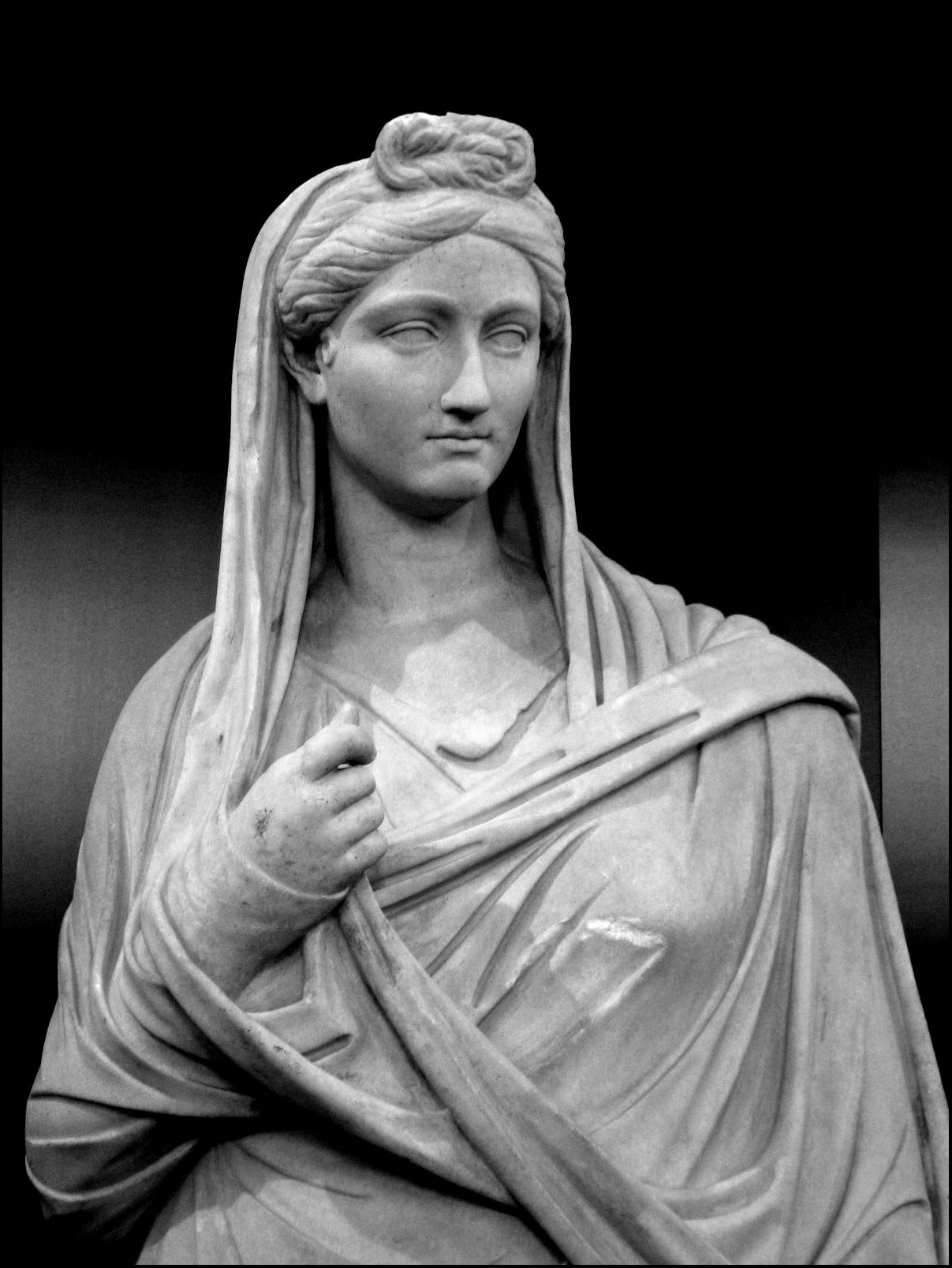
Vibia Sabina

Per mantenere alto il morale delle truppe e non lasciarle impigrire, Adriano stabilì intensi turni di addestramento, ispezionando personalmente le truppe nel corso dei suoi continui viaggi. Poiché non era incline, già dai tempi delle campagne daciche, a distinguersi per lussi particolari, si spostava a cavallo e condivideva in tutto la vita rude dei legionari. Di questa attività rimane memoria nelle cosiddette Iscrizioni di Lambesi, che vennero erette dopo una permanenza dell'imperatore nel castrum omonimo, sede della Legio III Augusta di stanza in Numidia. Nel documento viene descritta una serie di esercitazioni molto complesse che la legione svolse con successo nell'anno 128, a dimostrazione della nuova dottrina difensiva di Adriano, che intendeva ottenere il massimo dell'efficienza militare anche in quadranti, come quello numidico, abbastanza pacifici.
Da un punto di vista della struttura organizzativa non portò grandi innovazioni nell'esercito, salvo creare nuovi corpi (secondo alcuni rinforzare corpi già esistenti), basati su leva locale, denominati Numeri, al fine di dare un apporto alle truppe ausiliarie, i cosiddetti Auxilia. I motivi erano diversi, innanzitutto tecnici: si trattava di mettere in linea truppe molto specializzate, ad esempio lanciatori, o destinate a terreni particolari, o equipaggiate in modo non convenzionale (come alcuni corpi di cavalleria pesante). Inoltre i Numeri non fruivano come gli Auxilia del diritto di vedere arruolati stabilmente i loro figli nelle legioni e quindi contribuivano a mantenere gli organici in numero costante.
I Numeri erano molto più vicini degli Auxilia ai gruppi etnici stanziati nei territori che si intendevano controllare e conservavano organizzazione e armamento loro propri. Il tutto a costi nettamente inferiori a quelli che si sostenevano per i legionari regolari, i quali, oltre a una paga di tutto rispetto, fruivano di donativi saltuari e di una liquidazione alla fine del servizio, spesso costituita dal diritto di proprietà di terreni.

##### La rivolta in Giudea (132-135)

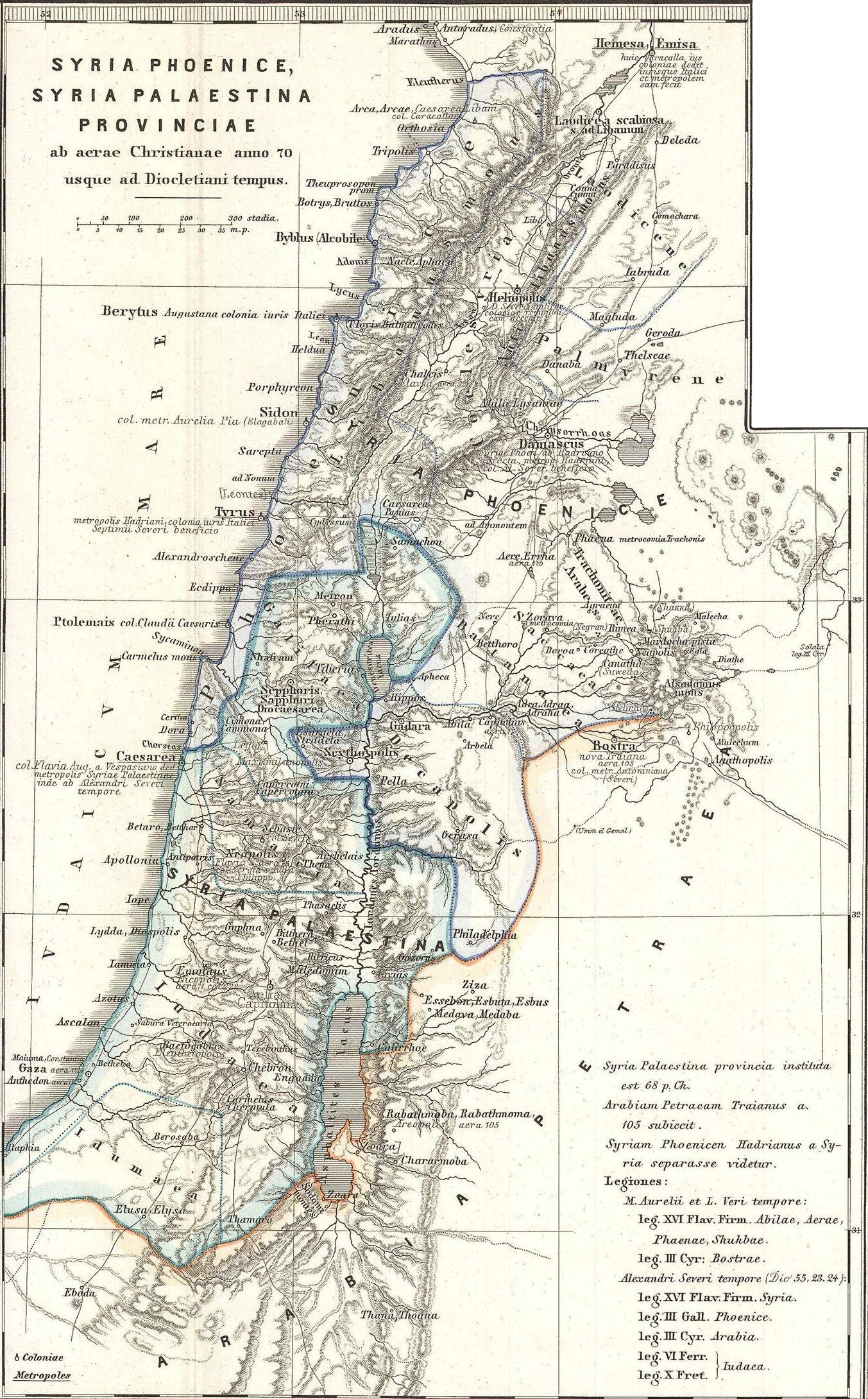
L'antica provincia romana di Giudea al tempo di Adriano

Il problema della Giudea si era manifestato in tutta la sua gravità fin dai tempi della prima rivolta, nel 66, quando le truppe di Cestio Gallo, governatore della Siria, furono duramente sconfitte con perdite rilevantissime (poco meno di seimila uomini, secondo Giuseppe Flavio) e la perdita delle insegne da parte della Legio XII Fulminata. Il tutto per opera di truppe che non si potevano tecnicamente definire all'altezza di quelle romane. Il che dimostra la fortissima motivazione dei combattenti Giudei e, in particolare degli Zeloti. La rivolta si protrasse fino alla distruzione di Gerusalemme del 70, per opera del generale Tito, figlio di Vespasiano, e alla caduta della fortezza di Masada avvenuta nel 73, conclusasi con la morte per suicidio di tutti i resistenti e dei membri delle loro famiglie.
Nel 115, sotto Traiano alla rivolta divampata a Cirene, in Egitto e a Cipro si unirono anche i Giudei con effetti devastanti. Il problema era strutturale, dato che gli abitanti della Giudea rifiutavano decisamente la romanizzazione, sia per motivi nazionalistici sia, soprattutto, per motivi religiosi. Infatti, professando una religione monoteista che, in quanto tale, non prevedeva l'affiancamento di altre divinità come era avvenuto in tutte le province, l'integrazione diveniva completamente impossibile. Quando Adriano si trovò a dover affrontare la ricostruzione di Gerusalemme ripropose i moduli architettonici e urbanistici applicati in tutto l'impero, mentre la popolazione ebraica chiedeva una ricostruzione nella forma precedente alla distruzione del 70
A seguito della visita effettuata alle rovine della città nel 130 cominciò l'opera di ricostruzione permettendo inizialmente la ricostruzione di un Terzo Tempio, ma secondo la testimonianza del Midrash quando gli venne riferito dai Samaritani che ciò sarebbe stato causa scatenante di continua sedizione, parve ricredersi. Di poco seguente, la scelta di far erigere, in luogo di quello ebraico (come accadeva in tutto il resto dell'impero) un tempio al dio romano Giove sul sito del Monte del Tempio, e altre costruzioni dedicate a varie divinità romane in tutta Gerusalemme, tra cui un grande tempio alla dea Venere.
Egli fece poi anche rinominare la città la quale divenne così Aelia Capitolina in onore di sé stesso e di Giove Capitolino, la principale divinità romana. Secondo Epifanio (De ponderibus et mensuris, cap. XIII-XVI.; ed. Migne, II. 259-264), Adriano nominò Aquila di Sinope - parente acquisito dello stesso imperatore - come "supervisore dei lavori di costruzione della città". Si dice anche che operò per mettere un grande foro, che avrebbe dovuto essere il centro d'incontro sociale primario della nuova città, all'incrocio delle strade principali del cardine e del decumano, oggi facente parte dell'area quadrata costituita dal Muristan. Presto i Giudei, che avevano sperato in tutt'altro, furono assai delusi dal constatare quanto stava accadendo alla loro terra sacra, cominciarono pertanto sempre più un'opera di opposizione.
Quindi una causa della rivolta fu il nazionalismo degli abitanti della Giudea. Altra causa, secondo una tradizione basata sulla Historia Augusta, suggerisce che le tensioni siano via via cresciute fino a sfociare in uno scontro aperto quando Adriano volle abolire la circoncisione rituale della religione ebraica (il Brit milah) che egli, da fine ellenista qual era, avrebbe interpretato come l'esser una pura e semplice mutilazione fisica. Tuttavia su questo specifico punto la revisione moderna ha evidenziato che moltissimi popoli sotto il dominio romano, nell'area nordafricana e mediorientale, la praticavano senza divieti e che quindi appare singolare un divieto specifico; uno studioso, Peter Schäfer, ribadisce che non vi sono mai state prove per affermare una simile ipotesi proibizionista.
Nel 132, divampò la terza guerra giudaica, con i ribelli comandati da Simon Bar Kochba (Simone figlio della stella). Le perdite dei Romani furono tanto pesanti che nel rapporto di Adriano al Senato fu omessa l'abituale formula "Io e il mio esercito stiamo bene". Necessitò di ben 12 legioni per reprimere la rivolta, ossia circa cinque sesti di tutta la forza militare dell'Impero: fu la sola volta in cui il Senato rinunciò a far celebrare il trionfo al ritorno dell'Imperatore dopo una vittoria militare. Nonostante le perdite subite, nel 135, Adriano riuscì a distruggere la città fortificata di Bétar e soffocare la ribellione devastando la Giudea (580 000 ebrei rimasero uccisi, 1,5 milioni deportati al Mercato degli Schiavi di Adriano a Gaza, 50 città fortificate e 985 villaggi furono distrutti), Adriano tentò di sradicare l'Ebraismo considerandolo la causa delle continue ribellioni. Proibì di seguire la legge ebraica, di attenersi al calendario ebraico e mise a morte gli studiosi della Torah (il martirio). I "Rotoli sacri" delle scritture furono formalmente e solennemente bruciati sul Monte del Tempio. Nel tentativo di cancellare la memoria stessa della Giudea, rinominò la provincia Syria Palaestina (dal nome dei loro antichi nemici, i Filistei, dall'ebraico "Philistim" פְּלִשְׁתִּים che significa "invasori") e agli ebrei da quel momento in poi fu fatto divieto di entrare nella capitale riconsacrata al paganesimo.
Più tardi si permise loro di piangere la loro umiliazione una volta all'anno a Tisha B'Av. Era evidente che l'impero non poteva permettersi di mantenere in vita un potenziale focolaio di ribellione in un'area così delicata, soprattutto in considerazione della presenza di comunità ebraiche in molti paesi al di fuori della Giudea derivante dalla diaspora avvenuta in seguito ai fatti del 70. Quando le fonti ebraiche parlano di Adriano è sempre con l'epitaffio "possano essere le sue ossa frantumate" (שחיק עצמות o שחיק טמיא, nell'equivalente aramaico), espressione mai usata neppure nei confronti di Vespasiano o del figlio Tito che avevano fatto distruggere il Secondo Tempio.

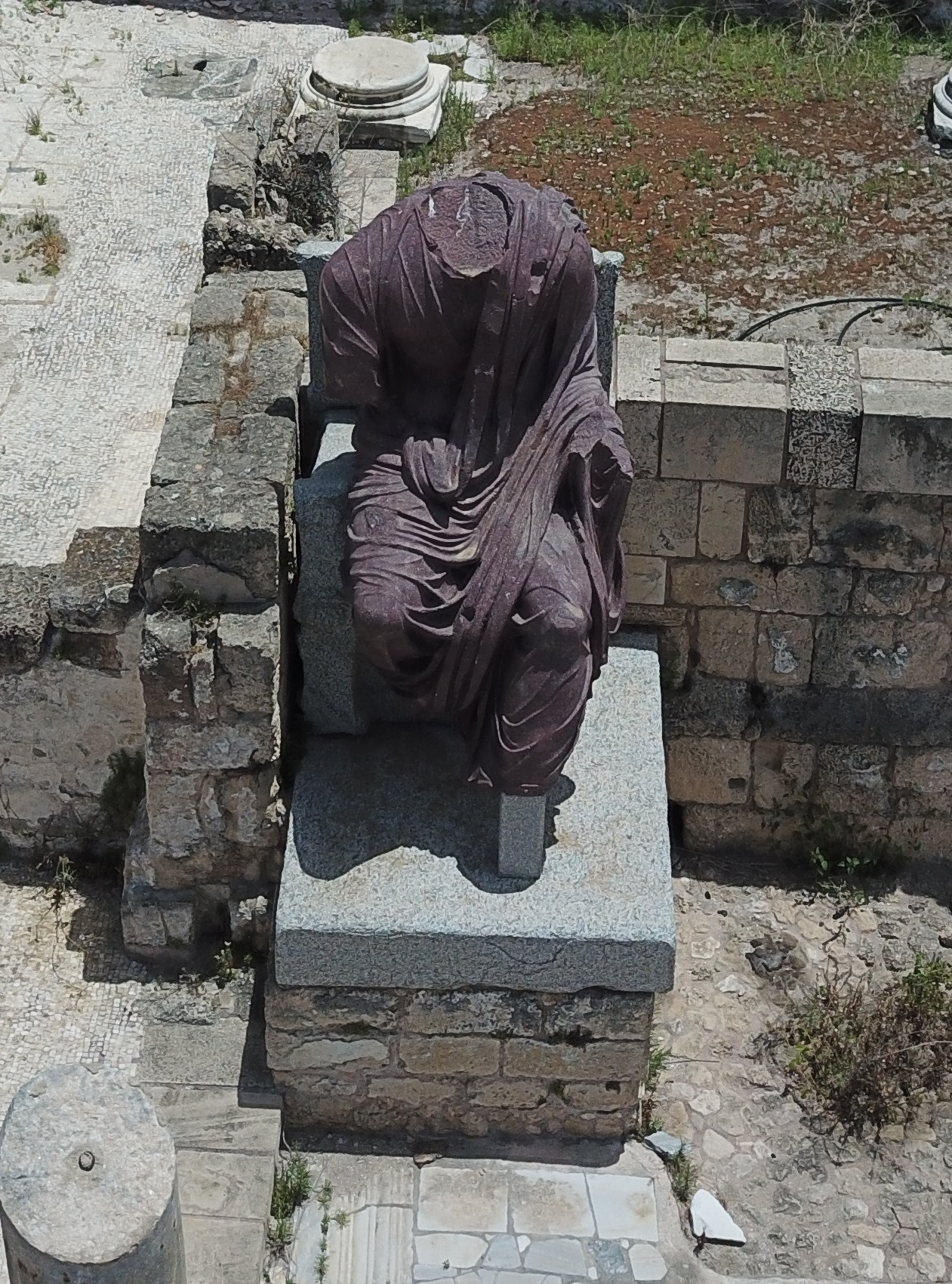
Statua in porfido ritraente Adriano rinvenuta a Cesarea marittima

###### Nella letteratura rabbinica
La letteratura rabbinica è in genere fortemente critica nei confronti della sua politica estera, in particolare riguardo all'intolleranza religiosa che dimostrò verso gli ebrei; le sue politiche infatti sono state viste e intese dai rabbini come un attacco alla propria libertà religiosa, di continuare cioè a studiare la Torah e di seguire gli insegnamenti della legge ebraica. La maggior parte delle storie raccontate dai "Saggi di Israele" riflettono un approccio bifronte del suo operato: in una storia viene raccontato di come punisce un ebreo che non è riuscito a salutarlo in tempo. Alla domanda rivoltagli su quale fosse la logica della sua severità nel colpire gli uomini, Adriano rispose: "Tu vorresti forse darmi consigli su come uccidere i miei nemici?"
In un'altra storia, invece, Adriano scese dal suo carro e s'inchinò davanti a una ragazza ebrea affetta da lebbra. Quando fu interrogato dai suoi soldati sul motivo per cui l'avesse fatto, l'imperatore rispose con un doppio versetto del libro di Isaia - dimostrando in tal modo di conoscerlo assai bene - in lode della nazione di Israele: "Così dice Dio il redentore di Israele per l'anima degli oppressi davanti alla nazione ripugnante, i re vedranno e scenderanno".
Il Malbim, nel suo commento al libro di Daniele dice come Adriano abbia fatto erigere una statua di sé stesso nel sito della HaMikdash Bet (il luogo ove sorgeva il santo Tempio di Gerusalemme) in un giorno per celebrare l'anniversario della distruzione del Tempio da parte di Tito. Secondo i documenti storici ebraici di quel tempo, il famoso rabbino e studioso nonché un contemporaneo di Adriano, il rabbino Yehoshua figlio di Anania, si oppose a qualsiasi intervento militare ebraico contro l'esercito romano di occupazione, a dispetto dei duri decreti di Roma promulgati contro la popolazione, e lo stesso fecero anche molti altri.

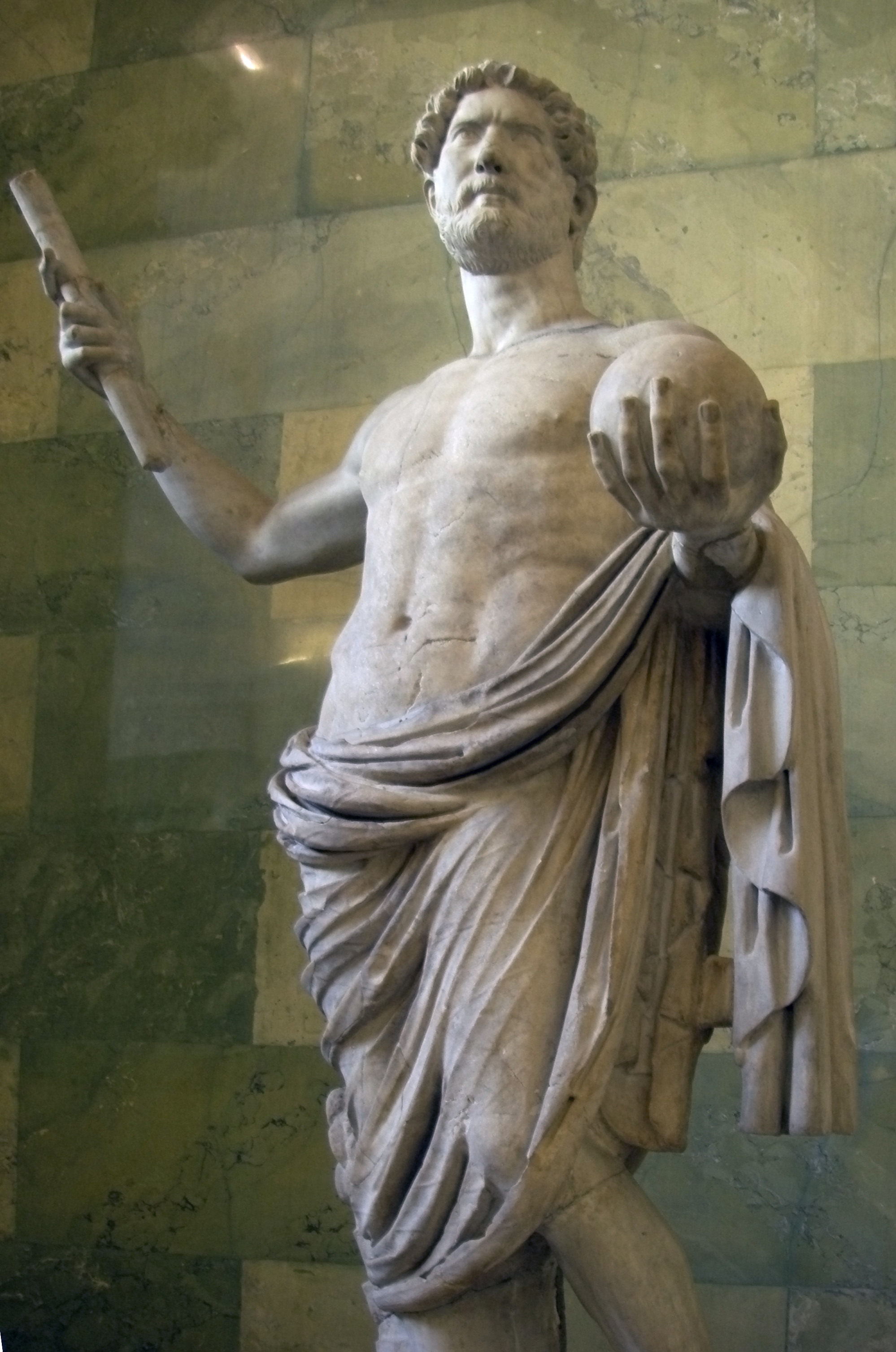
Statua colossale di Adriano trionfante con globo in una mano e scettro nell'altra, conservata all'Ermitage

#### Attività culturali e protezione delle arti
(Historia Augusta, Adriano, 25, 9. Poesia composta da Adriano poco prima della morte, traduzione di Lidia Storoni Mazzolani)

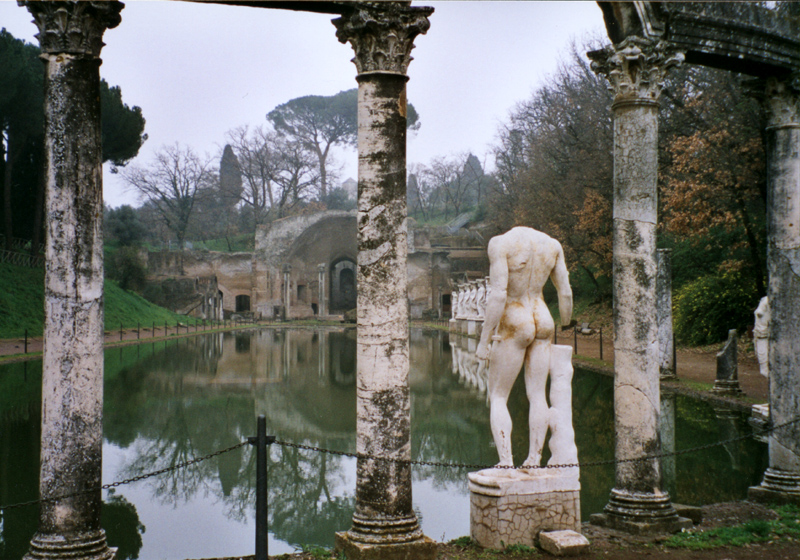
Canopo di Villa Adriana

Adriano è stato descritto, da Ronald Syme tra gli altri, come il più versatile degli imperatori romani. Gli piaceva dimostrare di essere versato in tutti i campi intellettuali e letterari; ma soprattutto frequentò e protesse l'arte, essendo egli stesso un fine intellettuale, amante delle arti figurative, della poesia e della letteratura. Anche l'architettura lo appassionava molto e durante il suo principato si adoperò per dare un'impronta stilistica personale agli edifici via via edificati.
La grande villa che si fece costruire, Villa Adriana a Tivoli (Tibur), è stato il più grande esempio romano di "giardino alessandrino", che ha ricreato un autentico paesaggio sacro al suo interno; andato in gran parte perduto a causa della spoliazione delle rovine per opera del cardinale Ippolito II d'Este il quale utilizzò molto del marmo rimosso per costruire la sua celebre proprietà. La villa di Adriano costituisce l'esempio più notevole di una dimora immensa costruita con passione, intesa come luogo della memoria, intessuto di citazioni architettoniche e paesaggistiche, di riproduzioni, su varia scala, di luoghi come la Stoà Pecile ateniese o Canopo in Egitto.

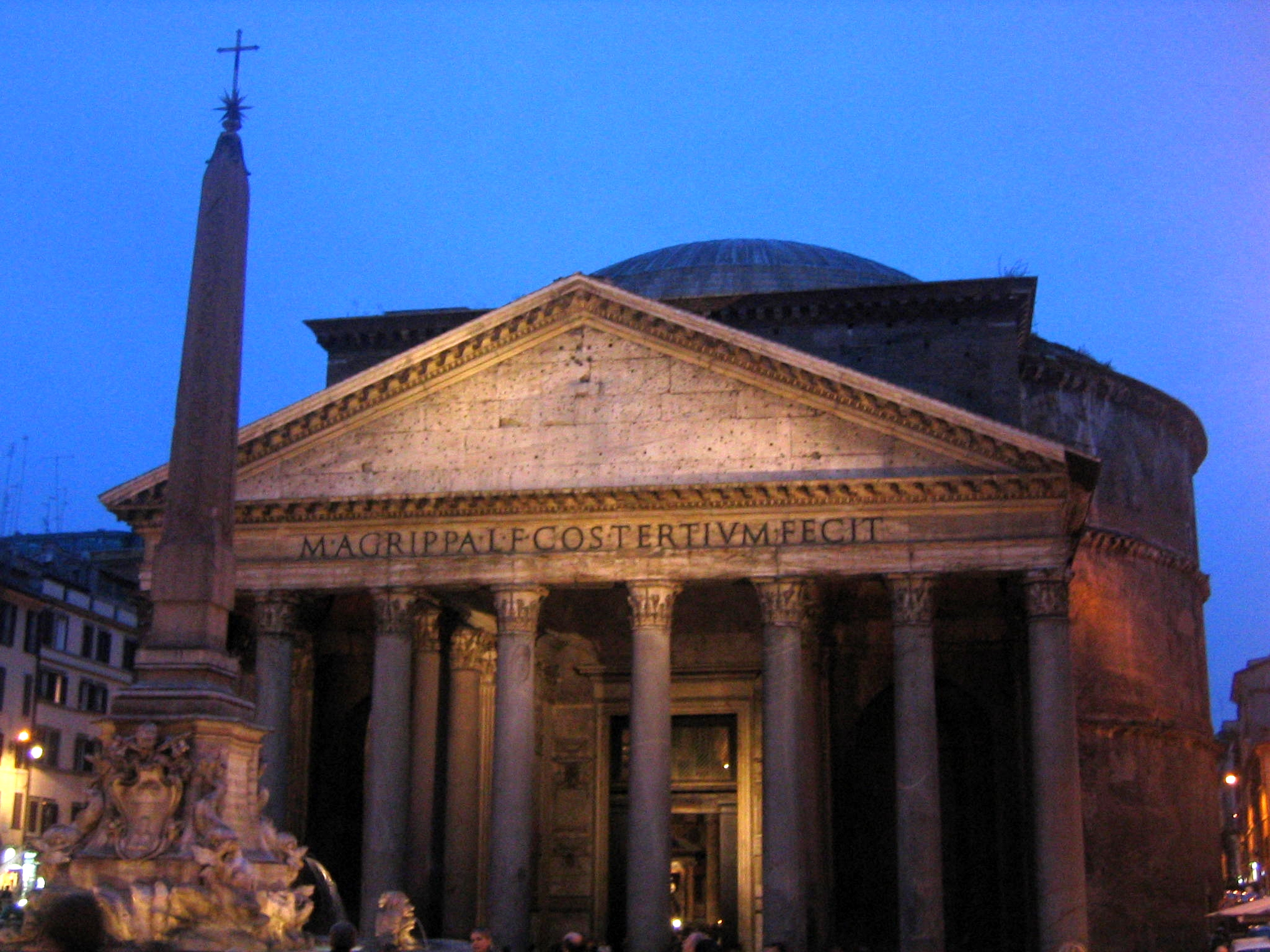
Il Pantheon di Roma, costruito da Agrippa, fu restaurato da Adriano

Anche il Pantheon a Roma, originariamente costruito da Marco Vipsanio Agrippa ma andato distrutto a seguito di un incendio nell'80, fu ricostruito proprio sotto l'egida di Adriano nella caratteristica forma a cupola che mantiene ancora oggi; questo è tra i meglio conservati degli antichi edifici della capitale imperiale e la sua struttura ha successivamente influenzato alcuni tra i più grandi architetti del Rinascimento italiano e del periodo Barocco. La città fu inoltre ulteriormente arricchita di templi, come il tempio di Venere e Roma e di edifici pubblici. Da già ben prima di salire al trono provava un vivo interesse per l'architettura, ma sembra che questo non sia stato sempre troppo ben accolto.
Ad esempio, sembra che spesso l'imperatore in persona mettesse mano ai progetti il che, secondo Cassio Dione, portò a un conflitto con Apollodoro di Damasco, famoso architetto di corte ufficialmente investito dell'incarico progettuale del Foro di Traiano il quale respinse i suoi disegni e proposte per apportarne modifiche. Quando Traiano fece chiamare Apollodoro per consultarlo su un problema sorto inerente all'opera, ecco che Adriano l'interruppe per mettersi a dare consigli, per cui Apollodoro rispose così: "Andate via e continuate a disegnare le vostre zucche. Tu non sai niente di questi problemi". "Zucche" si riferisce ai disegni di Adriano di cupole come il Serapeo che poi installò nella sua villa. Sempre secondo lo storico una volta che Adriano divenne imperatore, infastidito dalla disistima dell'architetto che lo riteneva poco più di un dilettante, sarebbe arrivato al punto da mandarlo prima in esilio e poi a metterlo a morte.
Anche in questo caso, come già con Tacito e Svetonio nei confronti di Tiberio, Claudio e Nerone, è difficile capire quanto lo storico riferisca fatti reali e non illazioni dettate da animosità nei confronti dell'imperatore. Adriano ha scritto poesie in latino e greco; delle sue varie raccolte, andate completamente perdute, uno dei pochi esempi riusciti a giungere sino a noi è un frammento riportato dalla Historia Augusta, che pare avrebbe dovuto essere parte di un poema latino composto, o meglio fatto dettare, sul letto di morte. Ha anche scritto un'autobiografia - apparentemente non un'opera di grande ampiezza o di vasta profondità psicologica, ma progettata perlopiù per inserire varie notizie o fatti importanti della sua vita e spiegare le motivazioni delle diverse azioni da lui compiute durante il suo regno.

Tondo dell'Arco di Costantino raffigurante la caccia al leone di Adriano

Adriano era poi un cacciatore appassionato, e questo fin dai tempi della sua giovinezza, secondo una fonte: nel nord-ovest dell'Asia, avrebbe fondato e dedicato una città per commemorare un'orsa che era riuscito a stanare e uccidere. Si è documentato inoltre il fatto che mentre si trovava in viaggio lungo l'Egitto romano - assieme al suo amato ragazzo Antinoo - uccise un leone. A Roma, otto rilievi caratterizzano l'imperatore in diverse fasi della caccia; essi decorano un edificio che era stato inizialmente progettato come un monumento che doveva celebrare uno di questi eventi.
Adriano, benché, sempre secondo Cassio Dione, disconoscesse Omero, fu un umanista profondamente vicino all'ellenismo nei gusti; culturalmente aveva familiarità con l'opera dei filosofi Epitteto, esponente dello stoicismo nonché suo amico personale, Eliodoro e Favorino; ma studiò approfonditamente sia Platone sia Epicuro, oltre alla lingua greca antica. Vicino anche ai bisogni sociali più concreti ha mitigato la schiavitù nell'antica Roma, dandole un codice legale di regolamentazione più umanizzato proibendo ad esempio la tortura sulle persone ridotte in schiavitù. Ha costruito biblioteche (un esempio è la biblioteca di Adriano ad Atene), acquedotti, terme romane e teatri. 

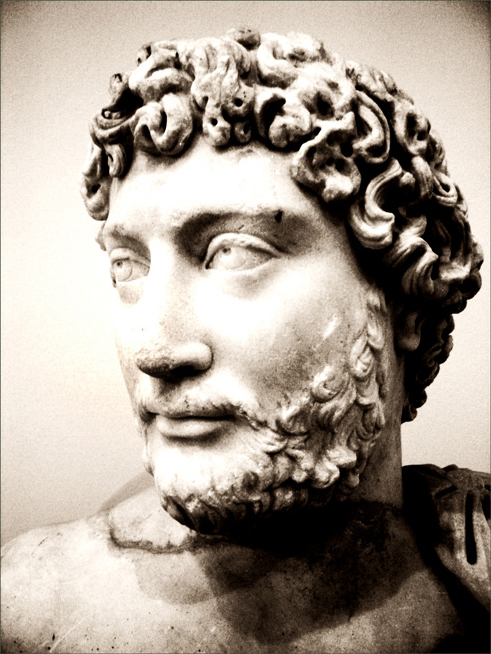
La barba di Adriano

Da molti storici è considerato per essere stato saggio e giusto: Schiller ebbe modo di definirlo "primo servitore dell'Impero", e lo storico inglese Edward Gibbon ha ammirato la sua "vasta e attiva opera di genio", così come la sua "equità e moderazione". Nel 1776 ha affermato che quella di cui anche Adriano faceva parte era stata la "più felice epoca della storia umana". Un altro dei contributi di Adriano alla cultura più "popolare" era costituito dalla barba che portava la quale veniva a simboleggiare anche il suo filellenismo; proprio in omaggio alla filosofia greca, fu il primo imperatore a portarla sempre.
Fin dai tempi di Publio Cornelio Scipione (detto "l'Africano") era stato infatti di moda tra i Romani essere sempre ben rasati; anche tutti gli imperatori romani prima di lui, con l'eccezione di Nerone (non a caso anch'egli un grande ammiratore della cultura greca), erano rasati. La maggior parte degli imperatori dopo Adriano invece sarebbero stati ritratti con la barba. Le loro barbe, tuttavia, non sono state portate tanto quanto un segno di apprezzamento nei confronti della cultura greca ma perché essa, grazie ad Adriano, era diventata di moda; un uso che verrà poi ripreso da molti suoi successori (tra i quali Antonino Pio, Marco Aurelio, Settimio Severo e Flavio Claudio Giuliano).
Questa nuova moda durò fino al regno di Costantino I e fu ripresa di nuovo solamente dall'imperatore bizantino Foca all'inizio del VII secolo. Fu anche il primo imperatore romano a essere iniziato al rito greco dei misteri eleusini e, a parte Caligola e Nerone, a interessarsi fortemente alle culture orientali dell'impero, ma allo stesso tempo riaffermò le antiche origini di Roma, valorizzando gli elementi arcaici dell'età regia di Roma e augustei della religione romana, come il richiamo a Romolo e Numa Pompilio. Restaurò il culto di Venere Genitrice, istituito da Cesare e poi abbandonato, associandolo a quello della dea Roma, ricostruendo il Tempio dedicato.

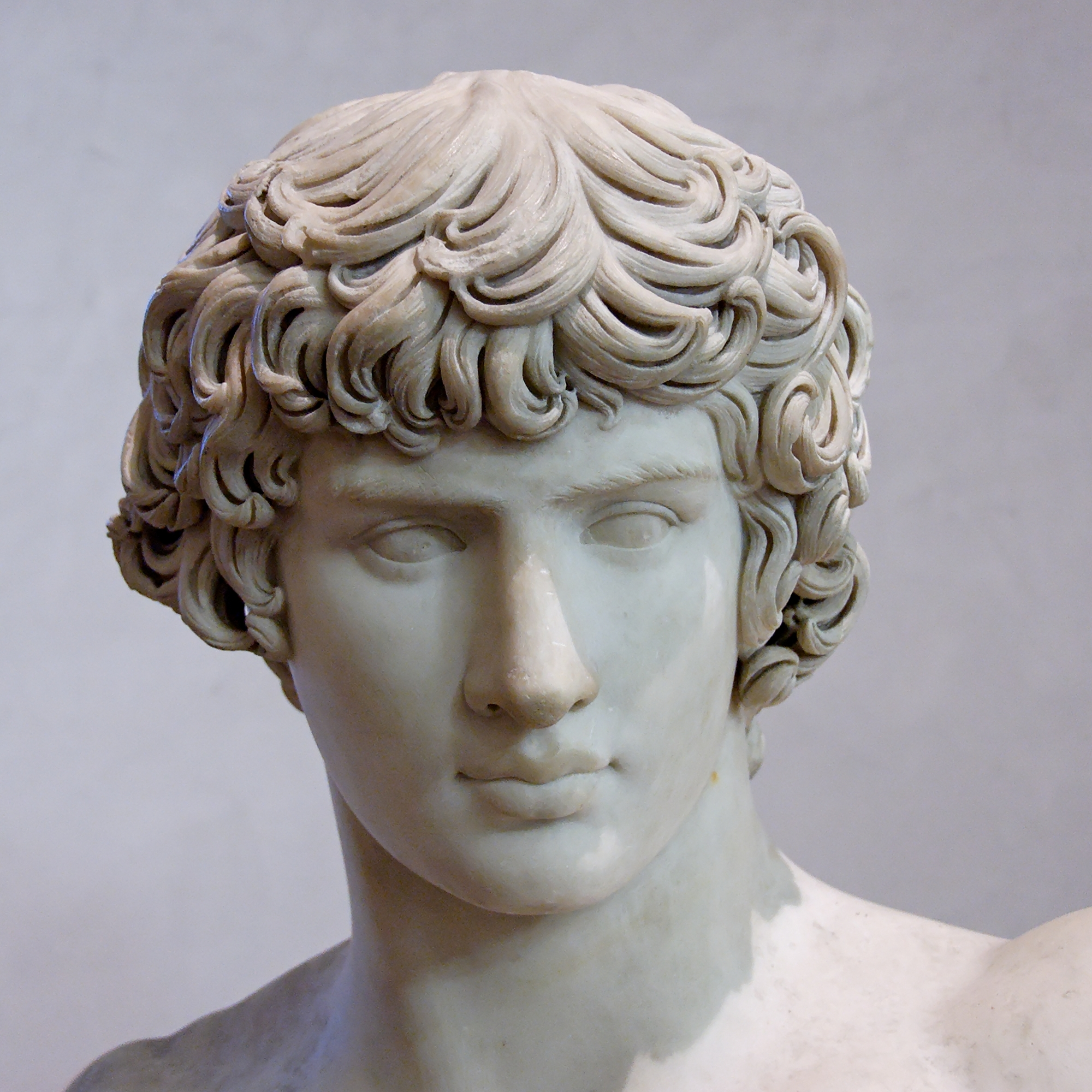
Ritratto di Antinoo scoperto a Villa Adriana a Tivoli e conservato al museo del Louvre

### Relazione con Antinoo
Molto noto è stato il legame sentimentale intercorso tra l'imperatore e un giovane greco originario della Bitinia di nome Antinoo, tanto da essere citato nel corso del tempo come una delle più famose rappresentazioni di "coppie omosessuali" dell'intera storia LGBT; il giovinetto si trovò strettamente a contatto con Adriano per almeno cinque anni e lo seguì in tutti i suoi viaggi fino a quando, appena diciannovenne misteriosamente cadde nel Nilo e morì.

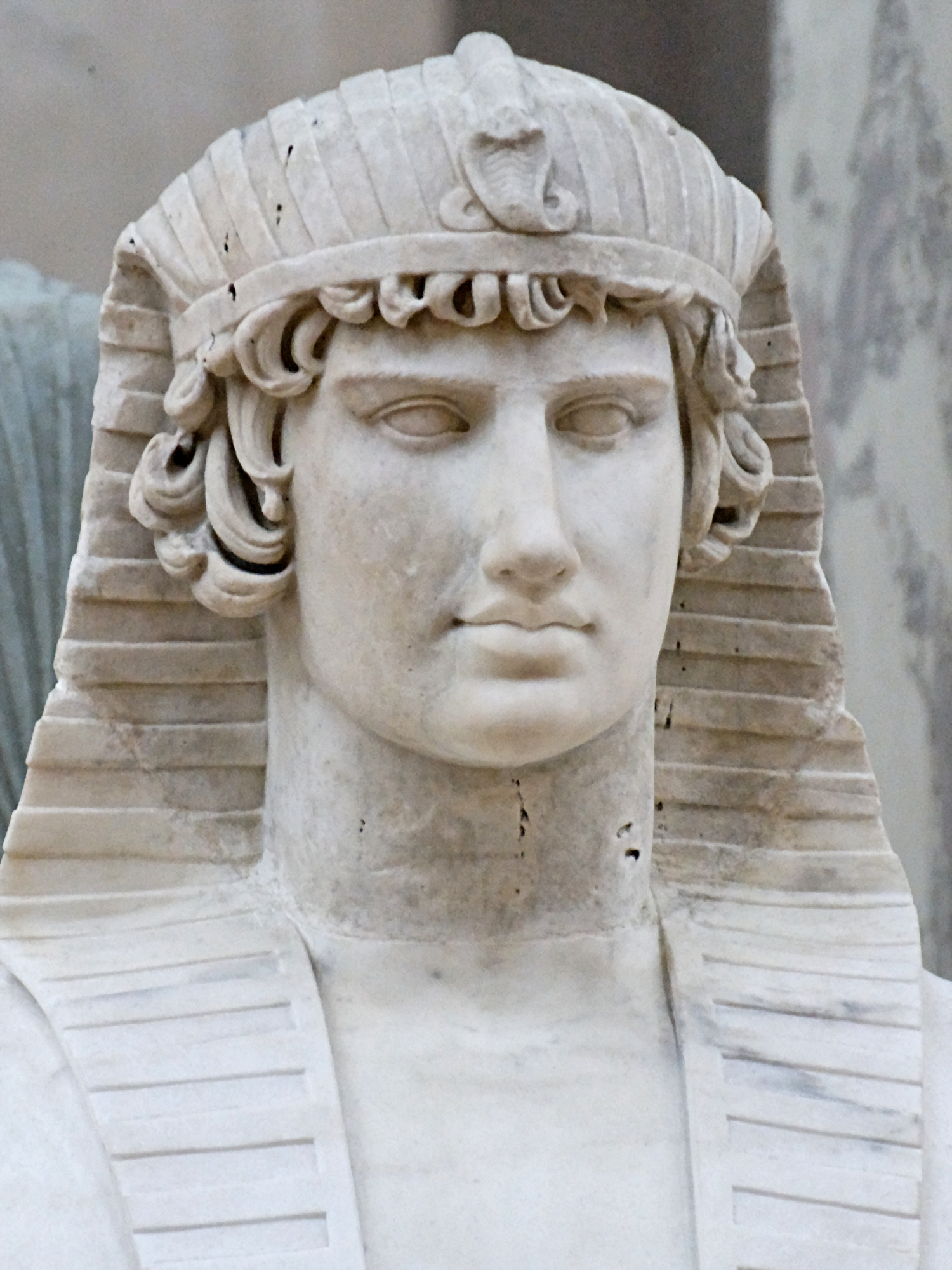
Antinoo come Osiride, con il nemes e l'ureo

Travolto dal dolore, in onore del defunto Antinoo, Adriano fondò la città egiziana di Antinopoli, nella quale fece edificare un tempio dedicato al culto di Antinoo divinizzato, assimilato al dio egizio Osiride e successivamente anche a Ermes e a Dioniso, nonché come patrono delle colture. Per il resto della vita Adriano commissionò centinaia (se non migliaia) di statue di Antinoo, oltre che farlo ritrarre in busti, monete, gioielli e altri oggetti di artigianato: tutta la passione e la profondità dell'amore di Adriano furono mostrate in queste opere, che sono tra gli esempi più alti dell'arte adrianea e rinvenute ovunque in tutto l'Oriente ellenizzato dell'Impero romano, raffiguranti un giovane uomo dal fascino malinconico, caratterizzato da un volto tondo con guance piene prive di qualsiasi peluria, labbra sensuali, e folta capigliatura a grosse ciocche mosse che ricoprono le orecchie. Uno dei più famosi fra questi oggetti è la cosiddetta gemma Marlborough, una sardonica splendidamente incisa e bagnata nell'oro nella parte posteriore, che si riteneva perduta e che fu poi riscoperta in un'asta pubblica londinese nel 1952. Il grande collezionista Giorgio Sangiorgi la riportò poi a Roma, dove è tuttora conservata, quando i duchi di Marlborough dispersero la collezione per mantenere la tenuta di Blenheim.

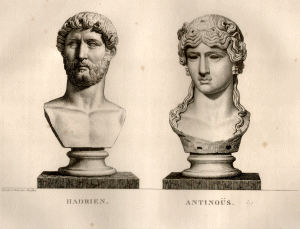
Adriano e Antinoo, disegno del pittore e incisore francese ottocentesco Pierre Bouillon

Antinoo proveniva da Claudiopoli (Bitinia) e Adriano con tutta probabilità lo incontrò durante il soggiorno in Asia minore avvenuto nel biennio 123/24. Per l'ambiente contemporaneo non era tanto l'inclinazione omoerotica dell'imperatore nei confronti degli adolescenti a essere irritante - tali rapporti erano sempre stati evidenti anche nel predecessore Traiano - quanto l'insolita apoteosi assegnatagli post-mortem, del tutto simile al culto imperiale e appartenente di diritto solamente alla famiglia reale, nonché l'allontanamento definitivo dalla moglie e la profonda malinconia che caratterizza i suoi ultimi anni di regno, accresciuta anche dalla perdita di lì a breve dell'amata sorella Paulina (la quale non ebbe peraltro mai gli onori che furono attribuiti ad Antinoo in quanto pare considerasse l'abbandono sentimentale del fratello sconveniente ed eccessivo).
Immediatamente cominciarono inoltre anche a circolare voci su quelle che in realtà avrebbero dovuto essere state le effettive circostanze dell'incidente occorso ad Antinoo; oltre alla morte naturale cadendo nel fiume per poi annegare subito dopo, sorsero anche interpretazioni alternative per cui si sarebbe suicidato perché rischiava di non rimanere ancora per molto nelle grazie dell'imperatore ma si ipotizzò anche l'omicidio da parte della moglie di Adriano o la morte sacrificale a carattere magico-rituale nell'intento di donare la piena salute ad Adriano che in quel periodo era tornata a essere alquanto cagionevole.

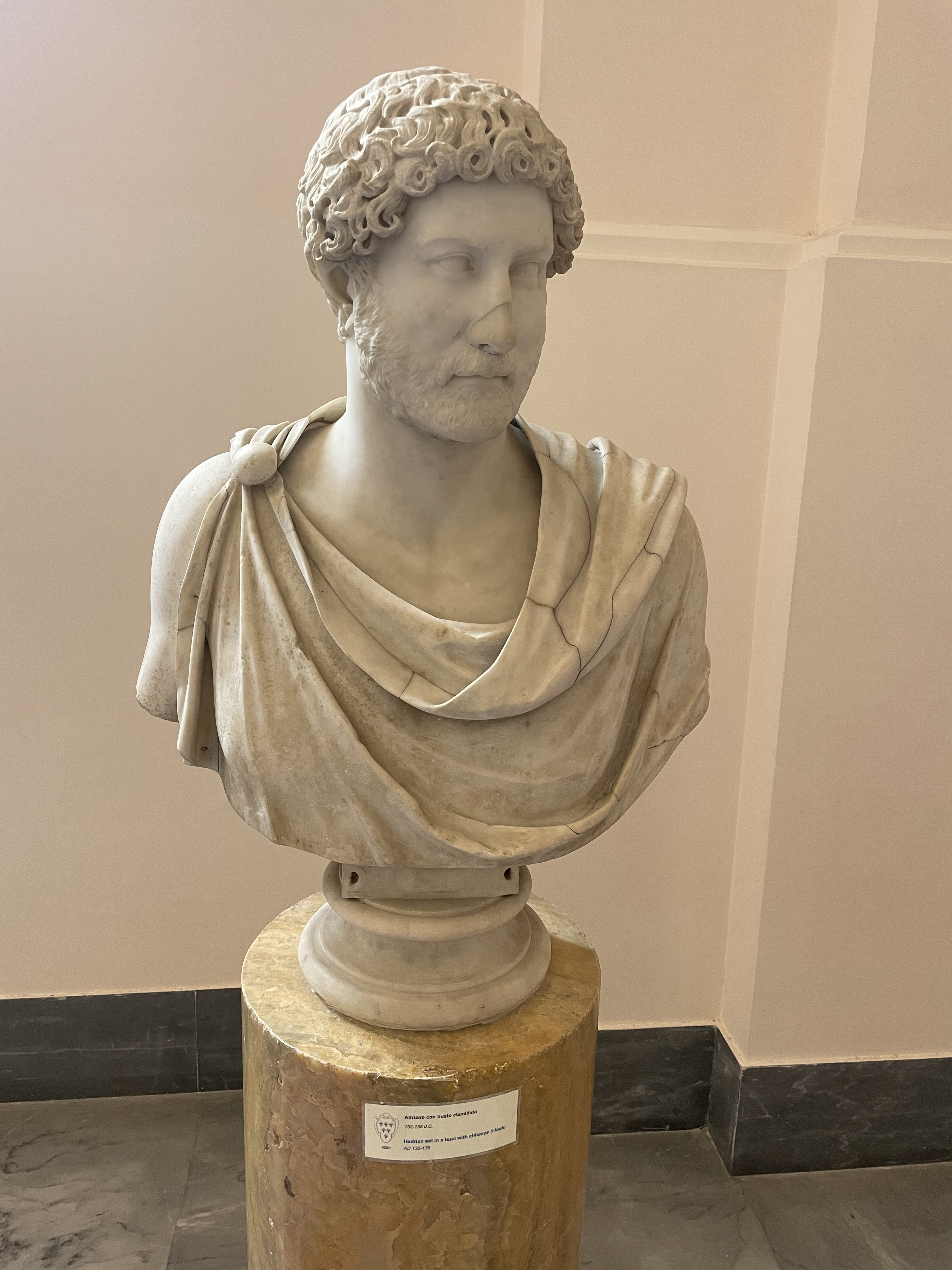
Busto di Adriano del 132-138 d.C.

Il modello della deificazione postuma dei propri cari - la quale iniziò a verificarsi durante l'ellenismo tra i vari sovrani del Vicino Oriente - fu Alessandro Magno, che attribuì egli stesso onori e culto da eroe all'amatissimo compagno Efestione dopo la sua sopravvenuta dipartita. Ma la portata della venerazione nei confronti di Antinoo fu tale da includere anche il catasterismo: Adriano affermò cioè di aver veduto brillare in cielo la stella dell'amato e lo volle pertanto tramutare in una costellazione col suo nome, quella di Antinoo.
La fede nella divinità del giovane uomo morto, risorto e assunto in cielo apparve in varie forme e ottenne ampia diffusione, non solo nella parte più orientale dell'impero, ma anche in Grecia e Asia minore fino a giungere in Italia; avendo un seguito tra le masse popolari che si ricollegavano a lui nella loro stessa speranza in una futura vita eterna, il suo volto iniziò ad apparire anche in lampade, vasi di bronzo e altri oggetti dell'esistenza più quotidiana. Solamente di Augusto e dello stesso Adriano ci sono state tramandate un numero di immagini superiore a quelle che imprimono le fattezze di Antinoo.

### La morte e il monumento funebre

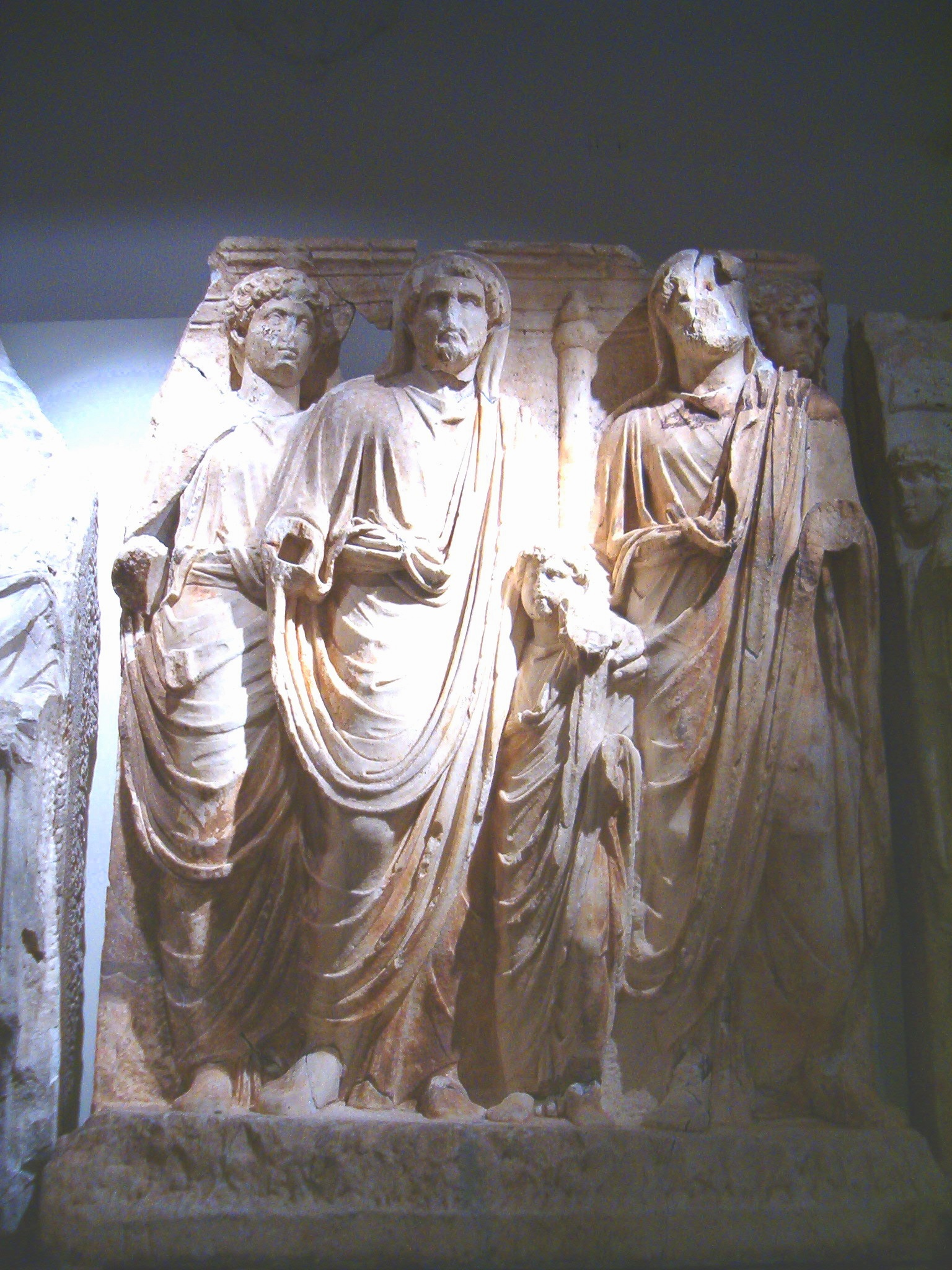
Scena di adozione da Efeso (Monumento dei Parti, oggi presso il Museo di Efeso a Vienna): Antonino Pio (al centro) con il fanciullo Lucio Vero di sette anni (a destra) e Marco Aurelio di diciassette anni (a sinistra, alle spalle). A fianco potrebbe essere Adriano (estrema destra).

Gli ultimi anni di Adriano furono angustiati da una dolorosa malattia e dal problema della successione. Dione riporta l'episodio, non necessariamente vero, di una conversazione al tavolo da pranzo in cui si fecero i nomi di dieci possibili successori, tra i quali sembra che Adriano avesse scelto Lucio Giulio Urso Serviano.
Serviano aveva più di novant'anni, ma aveva sposato la sorella di Adriano, e il loro nipote, Gneo Pedanio Fusco Salinatore, allora diciottenne, era l'unico parente di sangue di Adriano. Ma non c'è nessuna prova che Adriano abbia considerato di farlo suo erede, e Serviano era chiaramente troppo vecchio. Oltretutto, forse a causa di una congiura, sia Serviano che Fusco vennero fatti morire in circostanze che a molti senatori ricordarono l'affare dei quattro ex consolari all'inizio del regno: Adriano aveva cambiato presto idea, provocando una certa reazione di Serviano, allora condannò a morte sia lui che il nipote. Prima di suicidarsi Serviano sfogò la sua ira affermando secondo Cassio Dione il desiderio che il già malato «Adriano soffra a lungo, pregando la morte, ma incapace di morire».
Già nell'estate del 136 Adriano rischiò di morire per emorragia e questi eventi portarono all'esclusione improvvisa di Fusco. Convalescente nella sua villa di Tivoli, scelse inizialmente Lucio Ceionio Commodo (conosciuto poi come Lucio Elio Cesare) come suo successore, adottandolo come suo figlio contro la volontà delle persone a lui vicine tra cui non solo Serviano. Era nipote per via materna di Gaio Avidio Nigrino, uno dei congiurati del 118. Dopo una breve permanenza lungo la frontiera del Danubio, Lucio Elio, cagionevole di salute, tornò a Roma per pronunciarvi, il primo giorno del 138, un discorso davanti al Senato riunito. La notte prima del discorso, però, si ammalò e morì di emorragia nel corso della giornata. Il 24 gennaio del 138 Adriano scelse allora Aurelio Antonino come suo nuovo successore: si trattava del consolare Tito Aurelio Fulvo Boionio Arrio Antonino, in seguito noto come Antonino Pio.
Questi era genero dell'anziano Marco Annio Vero e cognato del figlio omonimo di questi (già deceduto); dopo essere stato esaminato per alcuni giorni, fu accettato dal Senato e adottato da Adriano il 25 febbraio col nome di Tito Elio Cesare Antonino. A sua volta, come da disposizioni dello stesso princeps, Antonino adottò il nipote di Vero, il diciassettenne Marco Annio Vero, futuro Marco Aurelio (che era suo nipote, in quanto figlio del fratello di sua moglie Faustina maggiore) e il giovane Lucio Commodo (futuro Lucio Vero), figlio dello scomparso Lucio Elio Cesare. Il giovane Marco Annio Vero mutò il suo nome in Marco Elio Aurelio Vero e Lucio Commodo divenne Lucio Elio Aurelio Commodo, nomi che avrebbero mantenuto fino alla loro stessa ascesa. Marco fu fatto fidanzare con la sorella di Lucio Elio, Ceionia Fabia, ma poi, dopo la morte di Adriano, fu reso genero di Antonino che sciolse il fidanzamento facendogli sposare sua figlia Faustina minore, mentre la figlia di Marco e Faustina divenne la moglie di Lucio. Furono così poste le basi della dinastia Antonina che governò fino al 192.

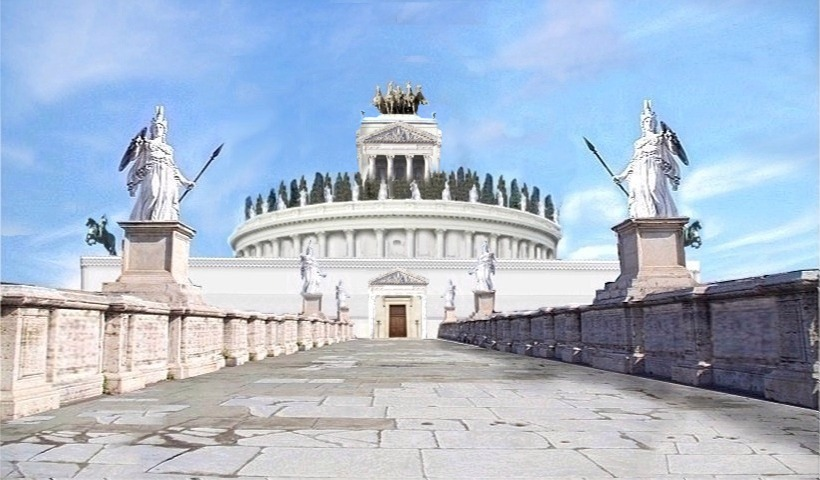
Ricostruzione del Mausoleo di Adriano, oggi Castel Sant'Angelo

Poco tempo più tardi, Adriano chiese in Senato che Marco, già appassionato di filosofia e cultura greca e di cui il vecchio imperatore aveva intuito le grandi capacità politiche, fosse esentato dalla legge che impediva di diventare questore prima del ventiquattresimo compleanno. Fu quindi facilitato nel percorso della sua classe sociale attraverso l'adozione decisa da Adriano.
La salute di Adriano intanto continuava a peggiorare tanto da desiderare la morte anche se questa non arrivava, tentando anche il suicidio, impedito dal successore Antonino. L'imperatore, ormai gravemente malato, lasciò Roma per la sua residenza estiva, una villa a Baiae, località balneare sulla costa campana. Le sue condizioni però continuavano a peggiorare tanto che Adriano disattese la dieta prescrittagli dai medici, indulgendo in cibo e bevande, morendo infine di edema polmonare il 10 luglio del 138, a 62 anni come il predecessore Traiano. Le sue spoglie furono sepolte inizialmente a Pozzuoli, per poi essere traslate dopo la cremazione nel mausoleo monumentale che egli stesso aveva fatto costruire a Roma.
La successione di Antonino si rivelò ormai stabilita e priva di possibili colpi di mano: Antonino continuò a sostenere i candidati di Adriano ai vari pubblici uffici, cercando di venire incontro alle richieste del Senato, rispettandone i privilegi e sospendendo le condanne a morte pendenti sugli uomini accusati negli ultimi giorni di vita da Adriano. Per il suo comportamento, rispettoso dell'ordine senatorio e delle nuove regole, nonché della memoria del padre adottivo, Antonino fu insignito dell'appellativo "Pio". Uno dei primi atti ufficiali di governo (acta) fu la divinizzazione del suo predecessore, alla quale si oppose fieramente tutto il senato, che non aveva dimenticato che Adriano aveva diminuito l'autorità dell'assemblea e ne aveva mandato a morte alcuni membri. Tuttavia l'apoteosi di Adriano fu imposta comunque da Antonino.
Cassio Dione Cocceiano riporta in un brano della Storia romana la realizzazione di un monumento equestre di Adriano

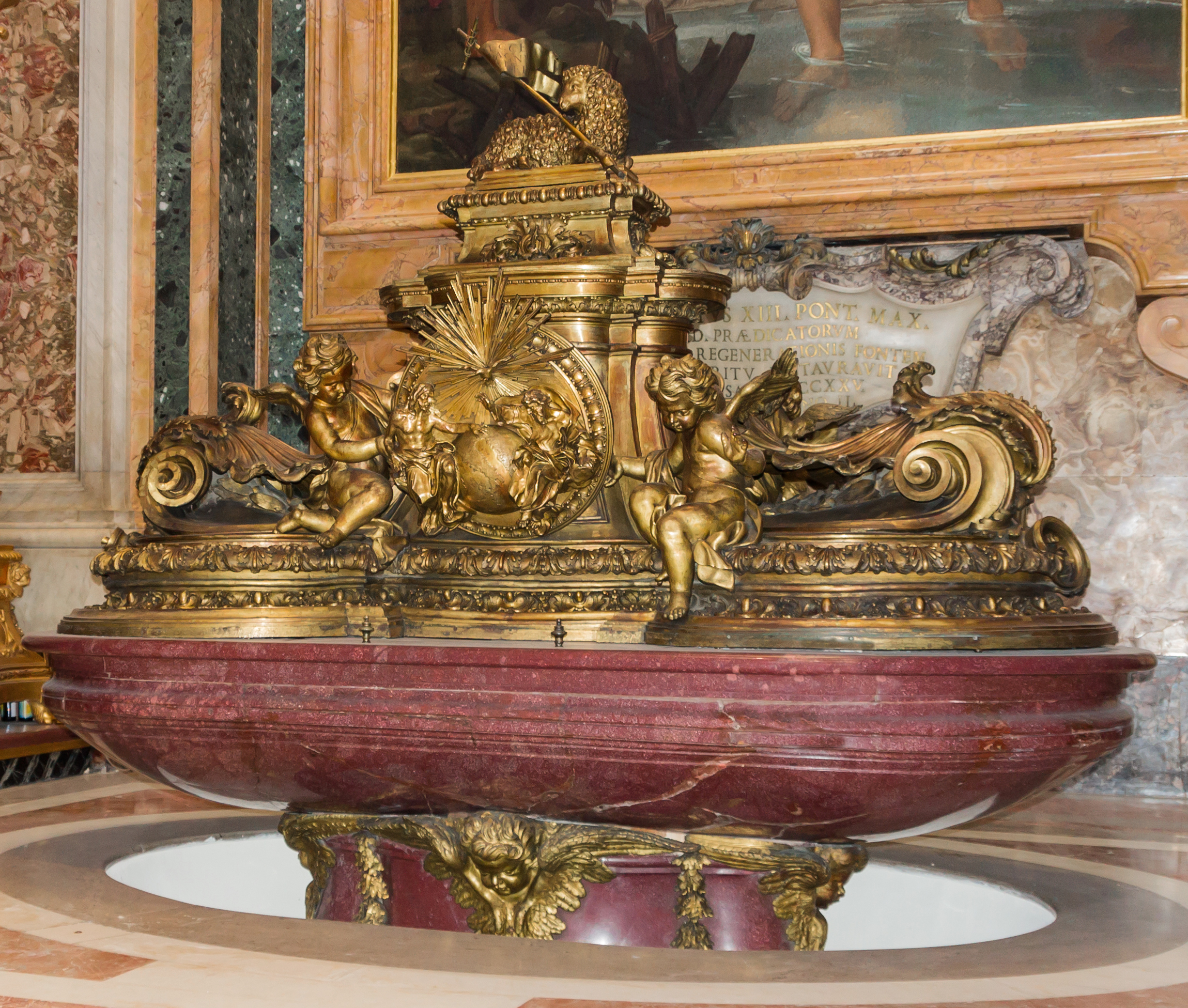
Fonte battesimale in Vaticano, la cui vasca in porfido potrebbe essere il coperchio del sarcofago di Adriano

In realtà non è certo che il monumento funebre sia stato iniziato dopo la morte dell'imperatore e molto probabilmente fu iniziato da Adriano stesso nel 135 e, dopo la morte, terminato dal successore Antonino Pio. La struttura fu, nei secoli, trasformata ripetutamente e oggi è uno dei monumenti più famosi di Roma: Castel Sant'Angelo, il quale è infatti anche denominato Mole Adriana. Esistono teorie secondo cui il sarcofago in porfido dell'imperatore (in particolare il coperchio) sia stato riutilizzato come vasca del fonte battesimale di San Pietro in Vaticano.

## Rappresentazioni storiche
- La perduta autentica biografia di Adriano fu reinterpretata in forma di autobiografia, basata su accurati studi di fonti originali da Marguerite Yourcenar, Mémoires d'Hadrien (Memorie di Adriano) nel 1951 (New York 1954).
- Un'altra rappresentazione di Adriano e della sua corte è il classico scolastico di Elizabeth Speller, Following Hadrian: a second-century journey del 2003 (Seguendo Adriano: Un viaggio nel II secolo). Il libro mescola racconti di viaggio, finte memorie e autentiche note biografiche, viste dagli occhi della poetessa e storica di Adriano, Giulia Balbilla.
- Altra rappresentazione di Adriano, ricavata dalle Mémoires d'Hadrien di Marguerite Yourcenar, è lo spettacolo teatrale di Giorgio Albertazzi, "Memorie di Adriano" per la regia di Maurizio Scaparro.